# Első világháború
Az első világháború – avagy a kortársak megnevezése alapján a nagy háború – egy négy évig tartó világméretű katonai konfliktus volt a 20. század elején, 1914 és 1918 között. A háborúban részt vett Európa csaknem összes állama, az Orosz Birodalom, Japán, az Oszmán Birodalom és az utolsó másfél évében az Egyesült Államok és számos kisebb állam is. A fő hadszínterei Európában voltak, de kiterjedt a Közel-Keletre, Afrikára és Ázsia egyes részeire. A történelem egyik legvéresebb háborújának számít a harctereken elesett 9 millió katonával és további 5 millió polgári áldozattal, akik a megszállások, bombázások, éhínségek, járványok következtében veszítették életüket. Az Oszmán Birodalom által végrehajtott népirtások és az 1918-as spanyolnátha-járvány további milliók életét követelte.
A háború az európai nagyhatalmak érdekütközéseinek következtében tört ki. Ezek 1914-ben két nagy szövetségi rendszerbe tömörültek: az antantba, melyhez Franciaország, az Orosz Birodalom és Nagy-Britannia, míg a hármas szövetséghez Németország, Ausztria-Magyarország és Olaszország tartozott. A háború közvetlen kiváltója a szarajevói merénylet volt, mikor egy boszniai szerb nacionalista meggyilkolta a városba látogató osztrák-magyar trónörököst, Ferenc Ferdinánd főherceget és hitvesét 1914. június 28-án. A merénylő az Ifjú Bosznia szervezet tagja volt, mely feltételezések szerint kapcsolatban állhatott a szerb hatóságokkal. Tettével Bosznia-Hercegovina osztrák-magyar megszállás alóli „felszabadítását” akarta előrevinni, ami után szerb vezetéssel létrejöhetne egy délszláv állam a Balkánon. A Monarchia az oroszbarát Szerbiát vádolta a merénylet miatt. A merényletet követően megélénkültek a diplomáciai kapcsolatok a nagyhatalmak között, mely időszak „júliusi válság” néven ismert. Ennek végén az Osztrák-Magyar Monarchia hadat üzent Szerbiának július 28-án. Oroszország azonban Szerbia segítségére sietett, és augusztus 4-re a konfliktusba belépett Németország, Franciaország és Nagy-Britannia is a gyarmatbirodalmaikkal együtt. Novemberre egyik oldalon Németország, Ausztria-Magyarország és az Oszmán Birodalom állt (a központi hatalmak), míg másik oldalon Nagy-Britannia, Franciaország, Oroszország, Szerbia (antant). Hozzájuk csatlakozott 1915 áprilisában a háború előtt még a hármas szövetséghez tartozó Olaszország területi nyereségek ígérete miatt. A háborúban 40 ország vett részt és közel 70 millió ember teljesített katonai szolgálatot.
A kétfrontos háború fenyegetésében Németország olyan stratégiát dolgozott ki a háború előtt, ami szerint először Franciaországot kellett legyőzni, majd az itt felszabaduló csapatokat keletre átdobva Oroszországot (Schlieffen-terv). 1914-ben ez a stratégia nem vált be, miután az első marne-i csatában a franciák meg tudták állítani a német offenzívát. Az év végére a nyugati front megmerevedett és lövészárok-háború alakult ki a La Manche-tól a svájci határig és a frontvonal 1917-ig alig változott. Ez a megváltozott harcmodor többek között az új fegyvereknek volt köszönhető. Ilyenek voltak például a géppuska, a kézigránát, az aknavető és a gyorstüzelő ágyú, melyek a védekezést segítették. A világháború alatt vetették be harci alkalmazásra először a harckocsit és a harci gázt, a lángszórót, a géppisztolyt, illetve tömeges mértékben a harci repülőgépeket. A nyugatival szemben a keleti fronton jóval mozgékonyabb volt. Itt a tannenbergi csatában sikerült a németeknek megállítaniuk a Kelet-Poroszországba a háború elején betörő oroszokat. Délebbre a Monarchia és Oroszország foglalt el egymástól nagy kiterjedésű területeket, majd veszítette el azokat. További jelentős hadszíntér volt még a Közel-Kelet, az olasz front és a Balkán.
Az antant tengeri blokádja Németországban jelentős nyersanyag- és élelmiszerhiányhoz vezetett, amire válaszul a németek tengeralattjárókat vetettek be az ellenséges hajóforgalom akadályozására, 1917 februárjában pedig a Monarchiával közösen meghirdették a korlátlan tengeralattjáró-háborút, ami azt jelentette, hogy előzetes figyelmeztetés nélkül is támadást intézhettek a hadizónaként megjelölt vizeken bármilyen nemzetiségű kereskedelmi hajó ellen. 1917. április 6-án az eddig az antantot nagymértékben támogató Egyesült Államok is hadba lépett a gazdasági érdekeinek védelmében. Oroszországban 1917-ben az októberi forradalom révén a bolsevikok kerültek hatalomra és 1918 márciusában különbékét kötöttek a központi hatalmakkal (breszt-litovszki béke). A keleten felszabadult erőiket a németek nyugatra irányították át és segítségükkel a német hadvezetés még az előtt ki akarta csikarni a győzelmet, mielőtt a beérkező egyre nagyobb számú amerikai csapatok jelentős tényezővé nem válnak. 1918 márciusában ennek megfelelően nagy arányú offenzívát indítottak, ami a kezdeti sikerek után kifulladt. Augusztusban az antant indította meg a száznapos offenzíváját, mellyel vissza tudták szorítani a németeket.
1918 vége felé a központi hatalmak kezdtek kimerülni. Elsőként Bulgária kötött fegyverszünetet szeptember 29-én, majd az Oszmán Birodalom október 31-én, az Osztrák-Magyar Monarchia november 3-án. Vilmos császár november 9-én lemondott és az új német kormányzat 1918. november 11-én szintén fegyverszünetet kötött, amivel befejeződtek a harci cselekmények. Az 1919-20-as párizsi békekonferencia eredményeképpen a vesztes hatalmakkal külön-külön békeszerződést kötöttek, melyek súlyos terheket róttak ki rájuk. Az orosz, a német, az osztrák-magyar és az oszmán birodalmak felbomlása után számos forradalom zajlott le az érintett területeken 1917-1923 között és új államalakulatok jöttek létre, köztük Lengyelország, Csehszlovákia és Jugoszlávia.
Véget nem érő vita övezi, hogy kit terhel a háború kitöréséért való felelősség, ami azért is nagy szerepet kapott, mert a vesztesekre erőltetett békediktátumokban azoknak el kellett ismerniük, hogy ők voltak a háború okozói.  Az első világháború kulturális szempontból is cezúrának számít. A lövészárokharcban a bajtársaik sokaságát elvesztő frontkatonák élményei és a hátországban jelentkező hétköznapi nélkülözések a háborúban részt vevő országok társadalmára jelentős hatással bírtak.
Az első világháború szolgált táptalajul a szovjet leninizmus, az olasz fasizmus és a német nemzetiszocializmus számára és vezetett mindmáig vitatott okok miatt a háború utáni instabilitás a második világháború kitöréséhez 1939-ben.

## Előzmények

### Közvetett
A 19. század végén a tudományos és technikai vívmányok következtében gyorsuló ütemű termelés együtt járt a gyarmatbirodalmak nagyarányú növekedésével: új nyersanyaglelőhelyek és piacok megszerzése lebegett a gyarmatosító államok szeme előtt (imperializmus).
A világháború előtt a Föld térképét az európai érdekeltségek színezték be. Európa országai közül ekkor kevés olyan akadt, amelynek nem voltak gyarmatosított területei: ilyen kivétel volt az Osztrák–Magyar Monarchia, a Balkán fiatal államai, Norvégia, Svédország és Svájc. A legnagyobb gyarmati érdekeltséggel az Egyesült Királyság és Franciaország rendelkezett, illetve a gazdaságilag akkor még értéktelen, de nagy területű Grönland révén, Dánia. Emellett Olaszország és Spanyolország is fontos észak-afrikai területeket birtokolt, de a Német Birodalom afrikai valamint jelentéktelen óceániai gyarmatai nem álltak arányban gazdasági erejével. Az egyesült Németország 20 év alatt olyan komoly geopolitikai erővé nőtte ki magát, hogy a császár flottaépítési programot hirdetett, amelyet Tirpitz admirális dolgozott ki. Ez a program viszont veszélyeztette a Brit Birodalom érdekeit, így hamar szembekerültek egymással. A britek 1914-ig 28, míg a németek 18 olyan csatahajót bocsátottak vízre, amelyek 20 mérföld távolságból is el tudták egymást pusztítani. Közben más érdekellentétek is kialakultak, hiszen az Orosz Birodalom a Balkánon kívánta megvetni a lábát, míg Franciaország a korábban elvesztett területeket akarta visszaszerezni Németországtól.
Ezek az okok arra késztették Európa országait, hogy új katonai szövetségi rendszereket hozzanak létre, amelyek később a világháború eseményeit is meghatározták: az antant és a központi hatalmak. Ezeknek a „blokkoknak" a léte ugyanolyan esetleges volt, mint a megelőző tömörüléseké. Az egyik oldalon – a közös nyelv és kultúra összehangoló erejéből adódóan is – a Német Birodalom és az Osztrák–Magyar Monarchia – oroszellenes – kettős szövetsége (1879. október 7.) állt. Később (1882. május 20.) az előbbi két birodalom és Olaszország megkötötte a hármas szövetséget, ami nem a kettős szövetség kibővítése, hanem egy új, alapvetően franciaellenes tömörülés volt.
1892. augusztus 17-én orosz–francia katonai egyezmény született, amelyet 1894-ben ratifikálták, majd ezt egészítette ki az 1904. április 8-án megkötött francia–angol egyezmény, az Entente cordiale (ejtsd: antant kordiál), azaz „szívélyes egyetértés” (innen az antant hatalmak kifejezés). A viszony teljesen kölcsönössé 1907 augusztusában, az angol–orosz szerződés megkötésekor vált, innentől lehet számítani a hármas antant létrejöttét.
A két szövetségi tömb első komolyabb incidense az első marokkói válság volt, amikor Franciaország ki szerette volna terjeszteni hatalmát Marokkóra is. Ezt megtudva II. Vilmos német császár Tangerbe érkezett, hogy biztosítsa támogatásáról a marokkói szultánt. Ekkor a franciák mozgósítást rendeltek el a német határnál. A háborút a nagyhatalmak végül megakadályozták. A marokkói válságot 1906-ban konferencia keretében rendezték, amikor elismerték Marokkó függetlenségét. 1911-ben újabb marokkói válság alakult ki, amikor felkelés tört ki az országban. Vilmos császár 1911. július 1-jén Agadir kikötőjébe küldte a Panther (Párduc) ágyúnaszádot, az úgynevezett „párducugrás” azonban sikertelen volt. A britek rákényszerítették a németeket Marokkó mint francia protektorátus elismerésére, cserébe viszont a németek afrikai területeket szereztek meg.

### Közvetlen
Az európai hatalmakat a török uralom alól felszabadult Balkán újrafelosztása is szembeállította. 1908-ban a Monarchia annektálta Bosznia-Hercegovinát, ami a nagyszerb álmokat dédelgető Szerbia számára elfogadhatatlan volt. A két ország éles ellentéténél fajsúlyosabb probléma volt Oroszország és a Monarchia viszonya, mivel Szerbia Oroszország pártfogoltja volt. A Monarchia félt attól, hogy a kis balkáni államok területi növekedése az orosz befolyás növekedését hozza magával, ezért ellene volt ezen államok területszerzéseinek. Az első Balkán-háborúban a kis államoknak sikerült új területeket elhódítani az Oszmán Birodalomtól, amit részben a háború után a nagyhatalmak is megerősítettek 1913. május 30-án, a londoni egyezményben. Azonban Albánia létrejötte és a kielégítetlen expanziós igények miatt egy hónap múlva kitört a második Balkán-háború, amelyben a balkáni államok egymással harcoltak. A háború másfél hónap után, augusztus 10-én a bukaresti békével ért véget. A balkáni államok ezúttal sem voltak elégedettek az új határvonalakkal, ezért a világháború során ismét szembekerültek egymással.

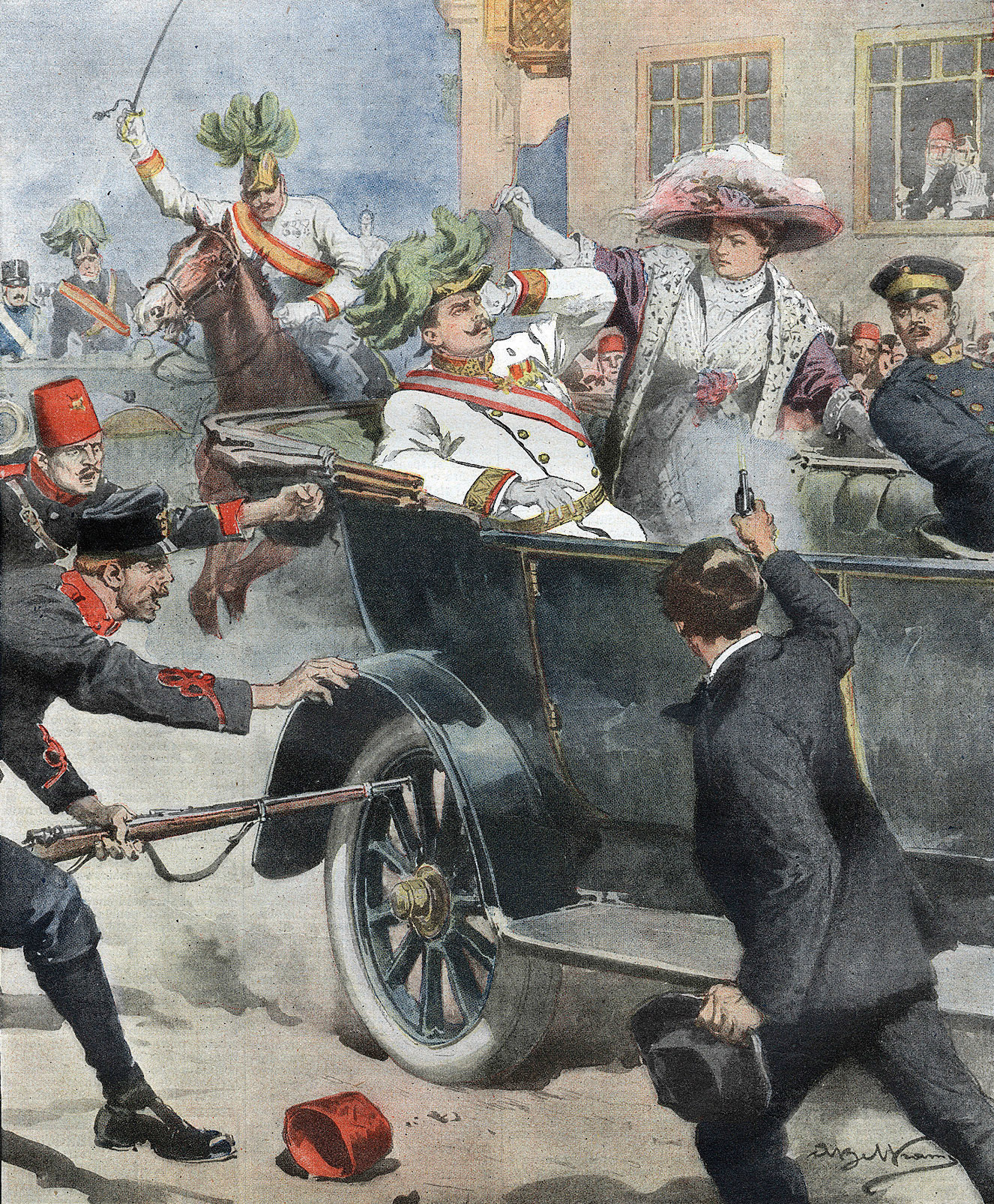
Achille Beltrame által készített illusztráció, amely 1914. július 12-én jelent meg a Domenica del Corriere című hetilapban

A boszniai annexió után a szerb nacionalista szervezetek – a szerb kormány támogatásával – merényletek elkövetését tervelték ki. Ilyen szervezet volt a Fekete Kéz is, amely szervezet első terve Oskar Potiorek táborszernagy, Bosznia kormányzójának meggyilkolása volt, de még a tervezés során elvetették ennek a megvalósítását. 1914 tavaszán viszont megtudták, hogy a Monarchia trónörököse érkezik Szarajevóba, így ő lett az elsődleges célpont.
1914. június 28-án Ferenc Ferdinánd trónörökös egy boszniai hadgyakorlat megtekintésére utazott Szarajevóba. A hadgyakorlattal éppen az volt a Monarchia célja, hogy demonstrálja erejét a forrongó Balkánon. A délelőtt folyamán merényletet kíséreltek meg a trónörökös ellen, amit ugyan ő maga sértetlenül túlélt, ám kíséretének egyik tagja – egy katonatiszt – megsebesült. Nem sokkal később Ferenc Ferdinánd útra kelt, hogy meglátogassa a kórházban a katonatisztet, ám útközben Gavrilo Princip, a Fekete Kéz nevű titkos szerb szervezet tagja pisztollyal halálosan megsebesítette őt és feleségét. A merénylet éjszakáján a Monarchia több városában is, különösen a horvát és a boszniai területeken, szerbellenes tüntetéseket tartottak. Ezeket az eseményeket Oskar Potiorek is szervezte és támogatta. Ferenc József II. Vilmos német császárhoz fordult, levelében utalva arra, hogy Szerbiával az ellentétek soha nem simulhatnak el. Helmuth Johannes Ludwig von Moltke német vezérkari főnök kifejtette: az erőviszonyok most a legkedvezőbbek, 1914 után csak romlani fognak, mert Oroszország vasúti hálózatot épít ki, és ezzel gyorsabb felvonulásra is képessé válik az orosz haderő. A válasz tehát ez volt: most, vagy soha!.
A trónörökös temetése után, július 5-én Vilmos császár biztatta Ferenc Józsefet az ultimátum megküldésére, és garantálta a német támogatást egy esetleges háborúban. Két nappal később az osztrák-magyar kormányülésen arról tanácskoztak, hogy Szerbia megtámadásával az Orosz Birodalommal is szembekerülnek, de nem engedhették meg maguknak, hogy gyengének tűnjenek a szláv népek szemében a trónörökös meggyilkolását követően. 1914. július 22-én Leopold von Berchtold külügyminiszter megküldte Wladimir Giesl von Gieslingen belgrádi osztrák–magyar követnek a Szerbia elleni ultimátumot. A követ másnap átadta a dokumentumot a szerb kormánynak, 48 órát adva a válaszra. Július 25-én elfogadtak minden pontot, kivéve az 5. pontot, amely a szuverenitás megsértésének tartottak. A Monarchia ekkor részleges mozgósítást rendelt el, majd július 28-án hadat üzent Szerbiának. Ezzel kezdetét vette az első világháború.
Magyarország mint az Osztrák–Magyar Monarchia része, külügyeiben nem független politikai hatalomként lépett háborúba. A szerb helyzetre és a Ferenc Ferdinánd ellen elkövetett merénylet jelentőségének túlbecsülésére jellemző, hogy a háborús helyzet már 1914 júliusában megérett a konfliktusra. Ekkor már nyilvánvaló volt, hogy Bécs nem mond le a Szerbia elleni akcióról, amelyhez gróf Tisza István csak annyit tudott hozzátenni, hogy július 14-én feltételül szabta: a Monarchia jelentse ki előre, hogy a Szerbia ellen indítandó akcióval jelentéktelen határkiigazításokon kívül szerb területek megszerzésére nem törekszik.
Mindkét szövetségi rendszer vezető tábornokai és más magas beosztású katonatisztjei is gyors háborút vizionáltak. Ennek hatására a politikusok is rövid fegyveres konfliktusokat reméltek, köztük II. Vilmos német császár is, aki 1914 augusztusában így indította útnak katonáit: „Mire a falevelek lehullanak, győztes katonáim itthon lesznek!”.

## Háború Európában

### Hadüzenetek
1914. július 28-án az Osztrák–Magyar Monarchia hadat üzent Szerbiának. Ezzel kitört a háború, ultimátumok, hadüzenetek, majd mozgósítások során egy hónap alatt sorra háborúba léptek az országok. A több évtizedes európai békét, melyet az utókor „boldog békeidők” jelzővel illetett, pár hét alatt felváltotta a kontinens nagy részére kiterjedő hadiállapot.
Augusztus 1-jén Németország hadat üzent Oroszországnak, 3-án pedig Franciaországnak. A németek ultimátumot adtak a belga kormánynak, hogy járuljon hozzá, hogy a német haderő Belgiumban tartózkodjon, s onnan közelítse meg Franciaországot. Belgium ezt megtagadta, mire a németek átlépték a határt. Ez volt a brit hadüzenet kiváltó oka, s augusztus 4-én beállt a hadiállapot Nagy-Britannia és Németország között is. Augusztus 5-én a Monarchia üzent hadat Oroszországnak, 6-án Szerbia Németországnak, Augusztus 12-én Franciaország és Nagy-Britannia küldte el hadüzenetét a Monarchiának, 23-án pedig belépett a háborúba Japán. Törökország augusztus 3-án szövetséget kötött Németországgal, majd elzárta a Fekete-tengert a Boszporusznál és a Dardanelláknál (ténylegesen azonban csak október 29-én lépett be a háborúba).
- Július 28. – a Monarchia hadat üzen Szerbiának
- Július 31. – általános mozgósítás a Monarchiában
- Augusztus 1. – német hadüzenet Oroszországnak, általános mozgósítás Franciaországban
- Augusztus 2. – Luxemburg német lerohanása, német–török szerződés megkötése
- Augusztus 3. – német hadüzenet Franciaországnak, Belgium német megtámadása
- Augusztus 4. – Anglia és Belgium hadat üzen Németországnak
- Augusztus 6. – a Monarchia hadat üzen Oroszországnak, szerb hadüzenet Németországnak
- Augusztus 11. – francia hadüzenet a Monarchiának
- Augusztus 12. – angol hadüzenet a Monarchiának
- Augusztus 23. – japán hadüzenet Németországnak
- Augusztus 27. – a Monarchia hadat üzen Belgiumnak[31]

#### A hadüzenet szövege
Minthogy a szerb királyi kormány arra a jegyzékre, melyet részére Ausztria és Magyarország belgrádi követe 1914. évi július hó 23-án adott át, kielégítő választ nem adott; a cs. és kir. kormány kénytelen maga gondoskodni jogainak és érdekeinek védelméről és ebből a célból a fegyverek erejéhez fordulni. Ausztria és Magyarország ennélfogva jelen pillanattól kezdve Szerbiával szemben hadiállapotban levőnek tekinti magát.

### Balkáni front

#### A szerbiai osztrák–magyar támadások 1914-ben
A szerbek július 29.-én hajnali fél kettőkor felrobbantották az országhatárt jelképező, Száván átvezető vasúti hid déli pillérét Belgrád és Zimony között, az ezt megakadályozni akaró magyar hídőrséggel tűzharc robbant ki. Válaszul a dunai flottilla bombázni kezdte Belgrádnál a szerb hadállásokat. Ezzel megnyílt a balkáni front. Az osztrák haditerv szerint pár hét alatt lerohanták volna Szerbiát, majd erőiket átcsoportosították volna az orosz határra. Oskar Potiorek tábornok 140 000 fővel augusztus 12-én lendült támadásba a Jadar folyó környékén. A támadás során azonban gondok adódtak a koordinációval, és kénytelenek voltak megállni. Erre a szerbek augusztus 13-án ellentámadásba lendültek, és tíz nappal később a Monarchia csapatai visszavonultak. Ez viszont a haditerv teljes összeomlását jelentette, mivel a gyors győzelem helyett át kellett szállítani a hadsereg egy részét Galíciába, ahol szintén komoly kudarcokat szenvedtek el. Az osztrák katonai vezetés, hogy javítson a helyzeten, egy újabb szerbiai támadást szervezett. 1914. szeptember 8-án átkeltek a Drinán és a Száván a Monarchia csapatai, de 16-án ismét ellentámadást indítottak a szerbek, ezért az osztrák vezérkar kénytelen volt a visszavonulást elrendelni. A galíciai hadszíntéren is súlyos csapásokat mértek az oroszok a Monarchiára, de ez nem tántorította el a hadvezetést attól, hogy ismét támadást indítsanak Szerbia ellen. A korábban megszerzett Száva és Drina menti hídfőállásokról november 5-én megindították a harmadik offenzívát. November 15-én elfoglalták Valjevót, november 29-én pedig a fővárost, Belgrádot. A szerbek azonban most is ellentámadást indítottak, és december 15-ig Potiorek kiüríttette az addig megszerzett területeket. Ez a támadássorozat hatalmas morális és embervesztességgel járt együtt, 150 000 fő meghalt vagy megsebesült, 75 000 fő eltűnt.

#### A Dardanellák ostroma

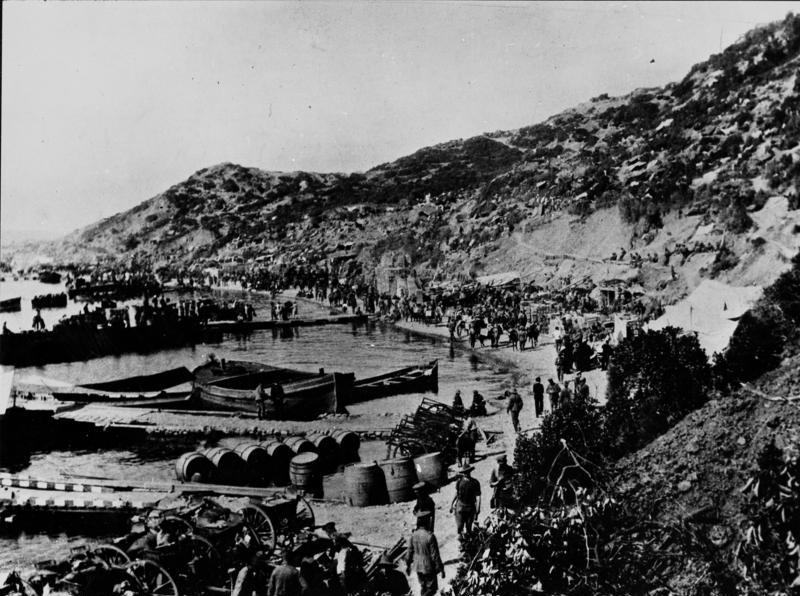
Partraszállás az ANZAC-öbölben, 1915

A brit Winston Churchill, az admiralitás első lordja 1914 végén úgy gondolta, hogy a Dardanellák ostromával az orosz flotta képes kijutni a Földközi-tengerhez, és egyúttal Törökország kilép a háborúból. Ezért a brit vezérkarnál azért lobbizott, hogy támadják meg a félszigetet. 1915 elején szabad utat kapott, és kidolgozták az erre készített katonai terveket. 1915. február 19-én megkezdődött a támadás a tengeren, a március végéig tartó hadjárat azonban sikertelen volt, mivel a törökök tengeri aknazárral és mozgatható lövegekkel védték a török fővárost. Ezt követően úgy döntöttek, hogy a félsziget több pontján partra szállnak az antantcsapatok. Április 25-én kezdődött meg az offenzíva. A törökök létszámhátrányban voltak, és gyengébb volt a lőszerellátásuk is. Vezetőjük Musztafa Kemal ezredes volt, akit német tanácsadók segítettek. A partraszálló egységeket mégis komoly sortűz fogadta, és nagy veszteségek árán tudtak partra szállni, ahol kialakult az állóháború. Több hónapos harc után, 1915 novemberében elrendelték az antantcsapatok visszavonását. December 7-én megszületett a végleges döntés, és az utolsó brit alakulatok 1916. január 9-én távoztak a félszigetről.

#### Bulgária hadba lépése
A központi hatalmak a sikertelen szerbiai hadjáratokat követően úgy döntöttek, hogy ráveszik Bulgáriát a csatlakozásra, ezt a török–bolgár egyezmény alapján igyekeztek elérni. Bulgária a szerződésben megkapta Alexandrúpoli kikötővárost. Bulgária belépése a háborúba 1915. október 11-én komoly változást hozott a Balkánon. Az osztrák–magyar és a német csapatok pár nappal korábban, október 7-én megindították az offenzívát Szerbia ellen, két nappal később elesett Belgrád. A bolgárok október 17-én hajnalban kelet felől hatoltak be szerb területekre, és elfoglalták Makedónia régiót (hozzávetőlegesen a mai Észak-Macedónia térségét).
A kétszeres túlerővel rendelkező központi hatalmakat a szerbek egyedül nem tudták feltartóztatni. A szerb királyi család először Brindisibe, majd Korfu szigetére menekült, a szerb katonák többsége pedig Albánián keresztül jutott el Korfura. A Monarchia ezt követően Montenegró és Albánia ellen vonult. Montenegró 1916. január 16-án kapitulált, és osztrák–magyar csapatok szállták meg az országot. Albániát viszont nem sikerült teljes egészében elfoglalni, Dél-Albániát az olaszok szállták meg. A bolgároknak sikerült görög területen tartani a szerbeknek segítő brit–francia hadsereget. A központi hatalmak azonban ekkor megálltak, és nem szorították ki az antant hatalmakat se Albániából, se Görögországból, ami akkor még semleges ország volt.

#### Görögország hadba lépése

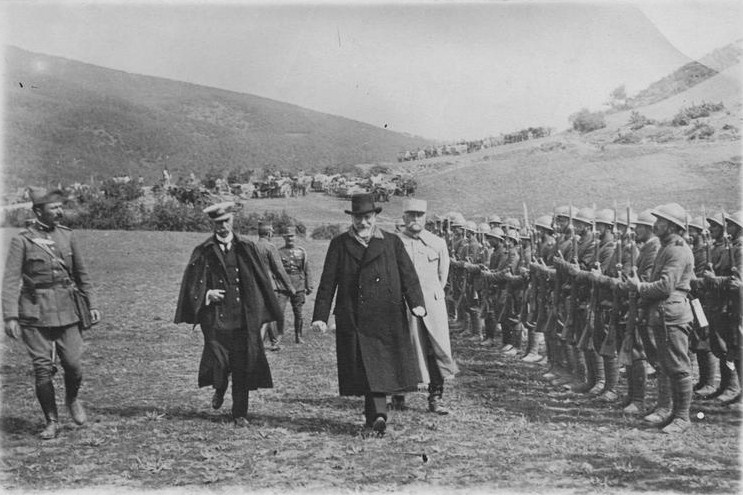
Venizélosz megtekinti a görög csapatokat 1918-ban

Az antanthatalmak igyekeztek bevonni Görögországot a maguk oldalán a háborúba, a németbarát királyi család azonban ebbe nem egyezett bele, így a balkáni antant seregek csak a Vardar folyónál törtek be az ellenséges területre, lekötve a központi hatalmak ottani erőit. 1917 júniusában azonban az antant nyomására a kormány lemondatta Konstantint, és Sándor, az új király nem ellenezte a háborúba való belépést. Elefthériosz Venizélosz miniszterelnök 1917. július 2-án hadat üzent Németországnak és Bulgáriának. Ez a helyzet megerősítette az antanthatalmak helyzetét, és 1918 júniusában Franchet d’Espèrey lett az új főparancsnok, aki szeptember 14-én elrendelte a tüzérségi támadást, majd másnap a gyalogság is megindult észak felé. A bolgár hadsereg nem tanúsított komoly ellenállást, visszavonult az anyaországba. Szeptember 25-én brit csapatok érkeztek Szófiába, két nappal később kikiáltották a Bolgár Köztársaságot. 1918. szeptember 29-én Bulgária megkötötte a fegyverszünetet.
A bolgár fegyverszünet után a balkáni front összeomlott, az antanthatalmak gyors iramban haladtak Belgrád felé. Mivel a padovai fegyverszünet nem rendezte a balkáni front kérdését, november elején a Károlyi Mihály-kormány a magyar érdekek védelme érdekében külön egyezmény megkötésére törekedett a franciákkal. Franchet d’Espèrey jelenlétében 1918. november 13-án aláírták a belgrádi egyezményt, amely rögzítette a magyar–szerb és magyar–román demarkációs vonalakat. Ezt a fegyverszünetet viszont a magyarokon kívül senki nem ismerte el, így a csehek, a románok és a szerbek is rátámadtak Magyarországra.

### Keleti front

#### Az első német győzelmek a keleti fronton

██ = Az antant
██ = Az antant gyarmatai és megszállt területei
██ = Központi hatalmak
██ = Központi hatalmak által megszállt területek
██ = Semleges államok

A Szerbia elleni hadüzenet után az oroszok is mozgósítani kezdtek, amit követett a német mozgósítás. A franciák is felkészültek a mozgósításra. A német elképzelések szerint először a franciákat szerették volna lerohanni, majd a sikeres hadművelet megvívása után az oroszok ellen vetették volna be a német főerőt. Ebből következik, hogy a németek csak viszonylag kis létszámú haderőt hagytak a keleti határaikon. A terv viszont csődöt mondott, ugyanis az oroszok gyorsan reagáltak, és augusztus 17-én az 1. orosz hadsereg átlépte a német határt. Ezzel megnyílt a keleti front. Az első csaták orosz győzelmet hoztak. Az előrenyomuló oroszokat végül a tannenbergi csatában sikerült visszaverni, de taktikailag az antanthatalmak is nyertek, hiszen erőket vontak el a nyugati fronttól. 1914. szeptember 9-én a németek indították meg a támadást a Mazuri-tavaknál, és öt nappal később visszavonulásra késztették az orosz egységeket az anyaországba.

#### Orosz betörés Galíciába

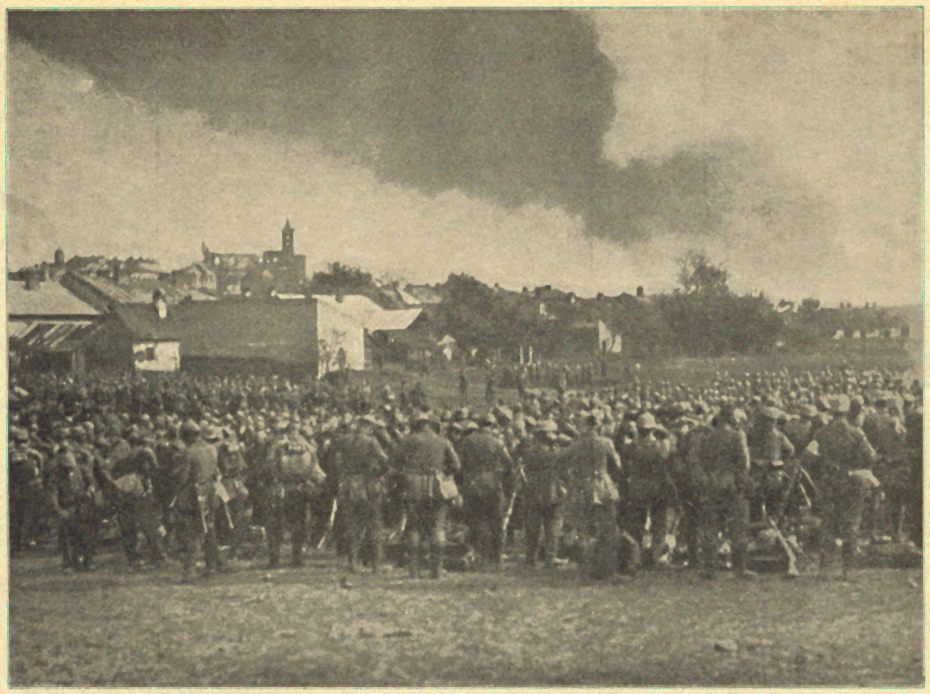
Katonák Gorlicénél 1915. június 20-án

Az osztrák–magyar hadsereg 1914. augusztus 23-án a Visztula és a Nyugati-Bug között megtámadta a felvonuló orosz erőket. A támadás azonban hamar elbukott, és vissza kellett vonulniuk a Dunajec és a Keleti-Beszkidek vonulatáig. A tél során a Kárpátokban több kisebb csata is lezajlott, komoly veszteségeket okozva mindkét félnek. 1915 februárjában a Mazuri-tavaknál újabb csata zajlott le, ahol a németek győztek, viszont a Kárpátokban az oroszok tovább törtek előre nyugati irányban, és március 22-én elfoglalták Przemyśl erődjét, ahol 120 000 katona esett hadifogságba. A németek úgy döntöttek, hogy mielőtt vereséget szenvedne a Monarchia, csapatokat küld a keleti frontra. 1915. május 2-án hajnali 3 órakor komoly tüzérségi támogatással megkezdődött az offenzíva. Már az első napon sikerült Gorlice mellett áttörni az orosz vonalakat, akik a Prut és a Dnyeszter mellé vonultak vissza. A központi hatalmak folytatták az előrenyomulást, és június 3-án visszafoglalták Przemyślt, az oroszok augusztus végén kiürítették a kongresszusi Lengyelországot is.

#### Bruszilov-offenzíva
Az orosz vezetés 1916. március 18-án – a korábban elvesztett területek visszaszerzése miatt – megindította a Naracs-tavi offenzívát. A tüzérségi lövegek vontatása nehézkes volt, mert az olvadó hó miatt a vidék sártengerré változott. Így a támadás elakadt, majd áprilisban a németek ellentámadást indítottak, amelynek eredményeként kisebb orosz területeket foglaltak el.
1916-ban a verduni csata komoly német erőket kötött le. Az oroszok ezeket az erőket kívánták megosztani, ezért 1916. június 4-én megindították a Bruszilov-offenzívát. Bruszilov új stratégiát alkalmazott, ami szerint rövid és intenzív tüzérségi zárótűzzel szétrombolta az ellenséges vonalakat, egyúttal megakadályozta, hogy rendezni tudják soraikat. A tüzérség ezután a meginduló gyalogságot követte, így a katonák könnyebben eljutottak az ellenséges vonalakhoz. Az elképzelés bevált, az oroszok komoly sikereket értek el, és 1916. június 8-án elfoglalták Luck városát. Ezután azonban a németek erősítést küldtek a Monarchiának, és június második felében visszaszorították az ellenséget. Bruszilov június 28-án újabb támadást indított, és egészen a Kárpátokig nyomultak előre. A hadművelet csak részben érte el a célját. Az oroszok és a Monarchia csapatai is teljesen kimerültek, viszont a németek Verduntől vonták el erőiket.

#### Románia hadba lépése
Az antanthatalmak az Osztrák–Magyar Monarchia gyengítése érdekében a maga oldalán hadba akarták hívni Romániát, jelentős területeket ígérve neki. A román kormány 1916 nyarán úgy látta, hogy elérkezett az antant győzelme, ezért július 6-án felajánlotta csatlakozását az antanthatalmakhoz, ami augusztus 27-én a Monarchia elleni hadüzenettel meg is történt. A keleti front kibővült, és ez váratlanul érte a Monarchiát. Nem volt elegendő katonai erő Erdélyben, és a román haderő ezt kihasználva 60–80 kilométerre is benyomult egyes részeken. Eközben délről a bolgárok megtámadták Romániát, így a román katonai vezetés leállította az erdélyi támadást. A magyar csapatok megsegítésére érkezett német egységek viszonylag gyorsan visszavetették a román csapatokat, és december 6-án Bukarestet is elfoglalták. Bár Moldva északi részén az antant és főleg az Orosz Birodalom segítségével a román hadsereg meg tudta vetni a lábát, de az 1917-es októberi orosz forradalom után a román kormány kénytelen volt december 9-én fegyverszünetet kérni. 1918. május 7-én aláírták a bukaresti békét.

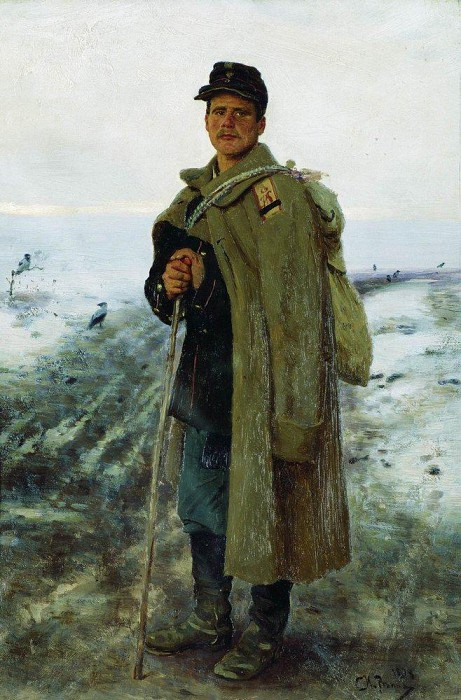
Ilja Jefimovics Repin: Háborús hős

#### Orosz kapituláció

A Kerenszkij-offenzíva térképe

1917 februárjában forradalom tört ki az Orosz Birodalomban, majd 1917. március 15-én II. Miklós orosz cár lemondott a trónról. A polgári kormány folytatta a háborút. 1917. július 1-jén megkezdődött a Kerenszkij-offenzíva, amely két héttel később kifulladt. A központi hatalmak július 19-én ellentámadást indítottak, és visszahódították Bukovinát és Kelet-Galíciát, a németek északon szeptember 3-án elfoglalták Rigát, szeptember 22-én Jekabpilszt. Az orosz kormánynak a belső ellenségekkel is meg kellett küzdeniük. A bolsevikok támadást indítottak az új kormány ellen, majd az 1917 november elején meg is bukott. A szovjet hatalomátvétel után Leninék legfontosabb dolga a világháborúból való kilépés volt. A németekkel december 3-án kezdődtek meg a tárgyalások, majd 1917. december 15-én Breszt-Litovszkban fegyverszüneti megállapodást írtak alá. A háromhónapos tárgyalás után, 1918. március 3-án aláírták a breszt-litovszki békét. Ezzel a keleti front megszűnt.

### Nyugati front

#### Németország franciaországi támadása
A Német Birodalom a Moltke-terv (a Schlieffen-terv átdolgozása) alapján 1914. augusztus 4-én megtámadta Belgiumot, megnyitva a nyugati frontot. A németek már másnap jelentős ellenállásba ütköztek, és a liège-i erődítményrendszer megszerzéséért komoly csatát kellett vívniuk a belgákkal. Augusztus 17-én végül elesett az erődrendszer. A német terv a csata miatt kétnapos csúszásban volt, segítve a franciákat és a briteket a csapataik megerősítésében. A franciák a XVII. terv szerint betörtek Elzászba és Lotaringiába, a német erők azonban néhány nap alatt megállították őket, sőt 1914. augusztus 20-án ellentámadásba lendültek, és sikeresen visszavetették az ellenséget. Eközben az Ardennekben is komoly küzdelmek zajlottak, a németek azonban a jobb kiképzésüknek köszönhetően egészen Sedanig, illetve Verdunig vissza tudták szorítani a francia hadsereget. A Sambre és a Mons-csatorna környékét ekkor érte el a német jobbszárny, a küzdelem kiegyenlített volt mindaddig, amíg a németek el nem foglalták augusztus 20-án Brüsszelt, mivel a főerőket a város eleste után gyorsan át tudták csoportosítani. A franciáknak vissza kellett vonulniuk, viszont a Mons-csatornánál az angolok tartották magukat.

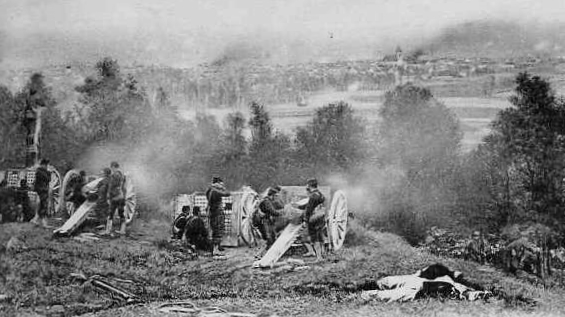
Francia 75 mm-es ágyúk az első marne-i csatában

1914. augusztus 25-én Joseph Joffre tábornok általános visszavonulást rendelt el a Somme folyóig, majd innen tervezte meg az újabb offenzívát, a német főerők azonban gyorsan közelítettek, így még hátrább rendelte csapatait, egészen a Marne folyóig. A németeknek azonban nem volt elég erejük Párizs átkarolására, így a jobbszárnynak frontálisan kellett a francia főváros felé nyomulni. A kimerült támadók a hadtáp és utánpótlási útvonalak meghosszabbodása miatt nem voltak képesek rövid idő alatt a francia–angol hadsereggel szemben annyi erőt felsorakoztatni, amivel további sikereket érhettek volna el. Ezt felismerve Joffre szeptember 5-én támadást rendelt el a Marne-nál, miközben a németek átkeltek a folyón. A franciák az első napon 600 taxit rendeltek, hogy minél előbb katonákat szállíthassanak a frontra. A négy napig tartó csatát követően a németek visszavonultak az Aisne folyóig. A csata a Moltke-terv teljes bukását hozta, a németek nem tudták hat hét alatt bevenni a francia fővárost.

#### Állóháború kialakulása a nyugati fronton
Az első marne-i csata után mindkét fél belátta, hogy a jól kiépített megerősített fedezékekbe beásott gyalogság elleni frontális támadás reménytelen, ezért megkezdődött a „versenyfutás a tengerhez”. Mindkét fél az ellenség szárnyának megkerülésével próbált sikereket elérni, de csak a frontvonal további kiszélesítését érték el. Például az antanthatalmak kezén volt a belga Antwerpen városa is, mélyen a német vonalak mögött. A német vezérkar ezért a város ostromáról határozott 1914. szeptember 28-án, és megkezdték a város bevételéhez a tüzérségi előkészítést. Az ezt követő néhány napos harc után, október 6-án az antant csapatai feladták a hiábavaló védelmet és kiürítést rendeltek el. A várost végül október 10-én foglalták el a Német Birodalom egységei. Ezt követően a németek Ypres-nél próbálták meg áttörni az ellenséges vonalakat. Az első ypres-i csata október 12-i kezdetekor a németek erőfölényben voltak, de néhány nappal később már a belga, francia és angol egységek együttes ellenállása megállásra késztette őket. Az antant ellentámadása, majd a németek második támadása is kudarcba fulladt, és a nyugati fronton első ízben alakult ki állóháború.

#### Kiegyenlített küzdelmek időszaka
A lövészárok-hadviseléssel a nyugati fronton patthelyzet alakult ki. 1915. február 16-án a franciák Reims és Verdun térségében indítottak támadást. A frontvonal 240 000 fős veszteség mellett is alig mozdult valamit. Németország 1915 áprilisában ismét Ypres-nél próbálta áttörni a vonalakat. A második ypres-i csata során vetették be első ízben a harci gázt, amivel komoly veszteségeket (5000 katona meghalt) szenvedett el az ellenség, viszont a frontvonal egy hónap elteltével egy métert sem változott, mert az angolok védeni tudták a várost. A franciák és az angolok közben május 9-én Artois-ban indítottak támadást. Sikeresen betörtek az ellenséges állásokba, de végül minden alkalommal visszaverték őket. Ezt belátva Joffre június 20-án leállította a támadásokat. Az év őszén ismét támadásba lendültek az angol és a francia katonák Champagne-ban és Artois-ban. Mindkét területen sikeresek voltak a támadások, elfoglalták a német elsődleges vonalakat, azonban a hátsó állásokat a keleti frontról átvezényelt katonákkal töltötték fel, akik megtartották ezeket a pozíciókat. 1915. október 7-én Champagne-ban, október 14-én Artois-ban is befejeződött az antant támadása.

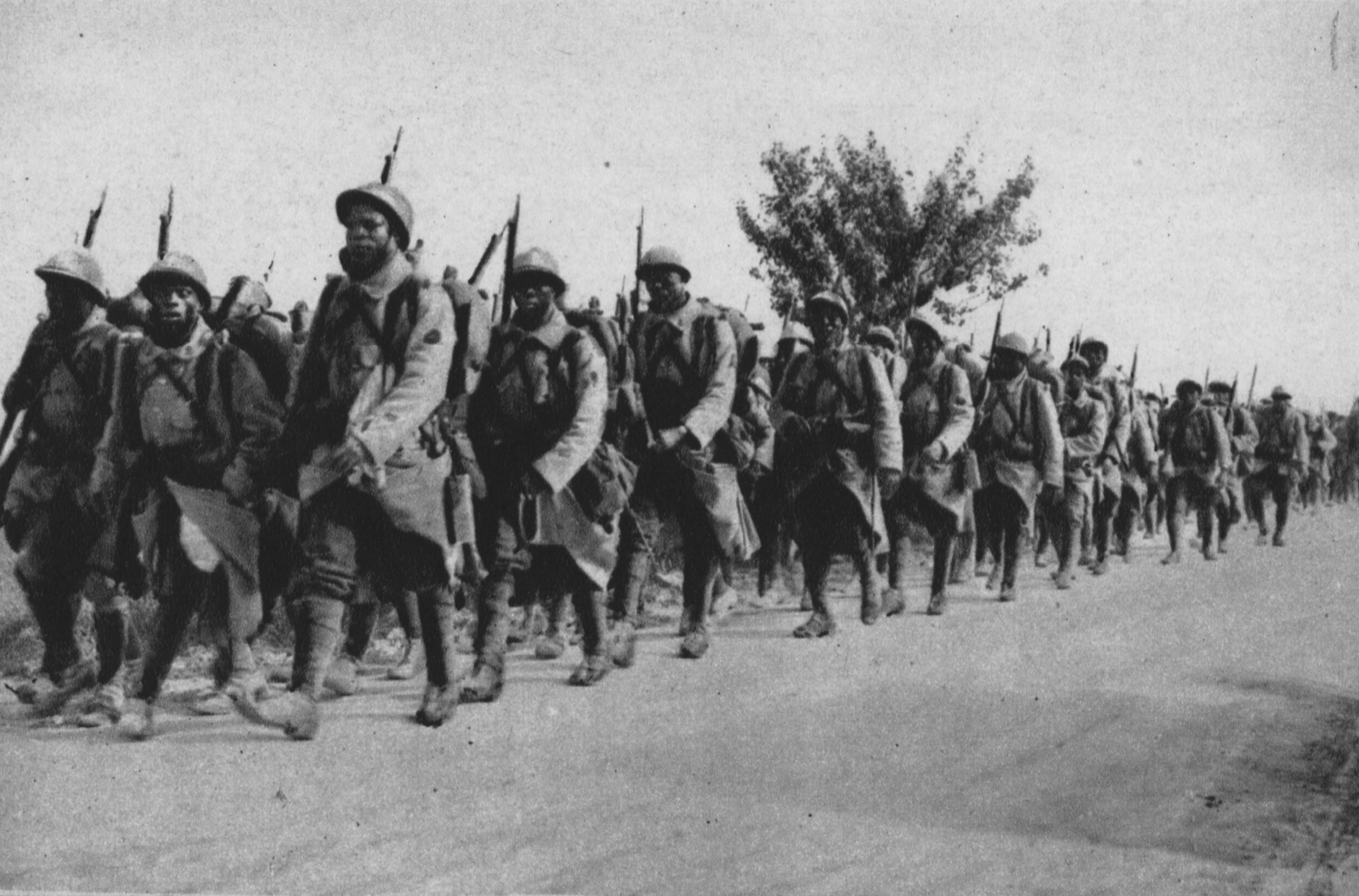
Szenegáli katonák a verduni csata idején (1916. július 23.)

Erich von Falkenhayn német vezérkari főnök 1916 elején új támadást tervezett Verdunnél. A verduni csata február 21-én nyolcórás tüzérségi tűzzel vette kezdetét, majd megindult a gyalogság rohama, és hatalmas áldozatok árán nyolc kilométerrel tolták előre a frontvonalat. Ekkor teherautókon francia utánpótlást szállítottak a frontra, akik végül megállították a németeket. Márciusban áthelyeződött a támadás a Maas folyótól nyugatra, ahol a németek ismét előre tudtak nyomulni, és 4–5 kilométert haladtak előre, elfoglalva a „Halott ember dombját”. Áprilisban a németek a verduni erőd ellen indultak, de a december 18-ig tartó harcokban sem tudták azt bevenni, a franciák 169 000, a németek 149 000 katonát veszítettek a 10 véres hónap alatt. Az antanthatalmak a verduni csata alatt a német erők megbontása végett megegyeztek, hogy az olasz és a keleti fronton, majd a nyugati fronton is támadást indítanak. 1916. június 24-én Péronne városától nyugatra a Somme folyónál megkezdődött a tüzérségi előkészítés, majd július 1-jén reggel fél 8-kor a gyalogság is megindult a német vonalak felé. A csata totális katasztrófává vált a britek számára. Az első napon a vezérkar azt sem tudta, hogy mi folyik a csatatereken, a németek minden támadást visszavertek. A november 18-ig tartó kisebb támadások során is csak tíz kilométerrel tudták előrébb tolni a vonalaikat. A somme-i csatában az antanthatalmak 794 238, a németek 537 918 katonát veszítettek.

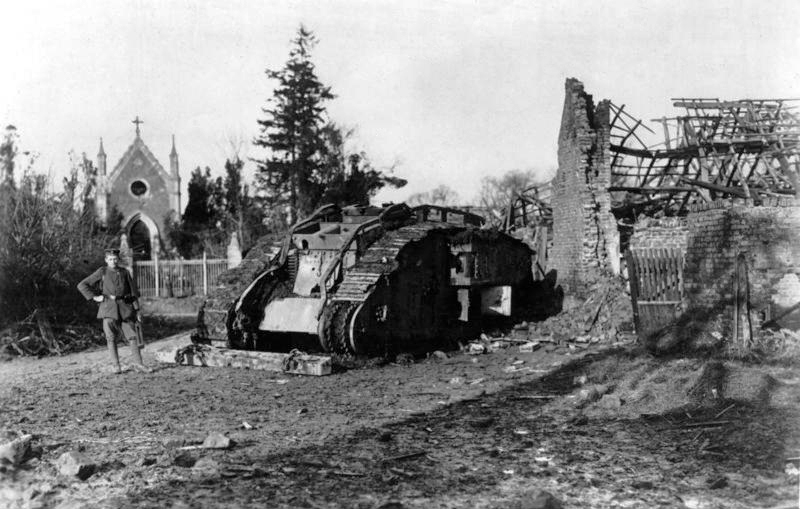
Kilőtt brit harckocsi Cambrai mellett 1917-ben

1917. április 9-én az angolok a második arrasi csatában ismét bevetettek tankokat, a franciák pedig a második aisne-i csatában először alkalmazták ezt az új harci technikát. Ezzel sem sikerült azonban az egy hónapos csatákat megnyerniük. A francia haderőben ez komoly válsághoz vezetett, és súlyosbította a helyzetet, hogy az oroszok által ide vezényelt két orosz dandár közül az egyik fellázadt. Pétain tábornok, az új vezérkari főnök, 23 oroszt végeztetett ki. Az angolok 1917. június 7-én, Messines-nél támadást indítottak. A csatában tökéletesítették a korábbi eszközöket: alagutakat fúrtak és abban robbantottak, a detonáció után megindult a tankok és a gyalogság együttes rohama, melynek köszönhetően általában bevették a kijelölt állásokat. Július 31-én újabb angol támadás következett Ypres-nél. A november 6-ig tartó ütközetekben végül az angolok elfoglalták Passendale romjait. Az angolok következő támadása Cambrai mellett történt, amikor már tömegesen vetették be a harckocsikat. A november 20-án kitört cambrai-i csata már előrevetítette a jövő harcászatát. A tüzérségi előkészítés után a tankokkal és repülőkkel támogatott gyalogság 15 kilométer széles szakaszon nyolc kilométert nyomult előre. A területet azonban mégsem tudták megtartani, mert a németek két nappal később megállították az előrenyomulást, és november 30-án ellentámadást indítottak, melynek során visszafoglalták az elvesztett területeiket.

#### Az Amerikai Egyesült Államok hadba lépése
1917 elején megváltozott a helyzet a tengeri hajózásban. A németek meghirdették a korlátlan tengeralattjáró-háborút. Az Atlanti-óceánon minden tengeri szállítást végző hajóra tüzeltek a német tengeralattjárók. Miután több amerikai kereskedelmi hajót is elsüllyesztettek, és a Zimmermann-távirattal Németország be kívánta vonni a háborúba Mexikót, április 6-án az Amerikai Egyesült Államok hadat üzent nekik. Ezt követően megkezdődött az amerikai szárazföldi haderő felkészítése és Európába szállítása. Mivel ez jelentős időt vett igénybe, a német hadvezetés felismerte, hogy a háborút eldöntő támadást azelőtt kell megindítani, mielőtt az amerikai csapatokat bevetik a nyugati fronton. A német vezérkar ekkor már csak egy mindent elsöprő utolsó támadásban látta a háború megnyerésének esélyét. Érdekes módon a német politikai vezetésnek semmilyen beleszólása nem volt ebbe a kérdésbe. 1917. június 25-én megérkeztek az első amerikai csapatok, akik az Amerikai Expedíciós Hadsereg tagjai voltak. Ugyanakkor az amerikaiak nem szálltak be a küzdelembe egészen októberig.
A tavaszi offenzíva 1918. március 21-én kezdődött a Michael hadművelettel, amikor Arras és La Fère között megindultak előre a német csapatok. A támadás egy hét után kifulladt, ezért április 9-én Armentières és Canal d’Aire (a magyar forrásokban La Bassée-csatorna néven említik) között újabb hadműveletre, a Georgette hadműveletre került sor. Armentières városát elfoglalták, de összességében a támadással nem sikerült elérni azokat a stratégiai célkitűzéseket, amelyek miatt Ludendorff a támadás megindítása mellett döntött. Viszont úgy vélte, hogy nem szabad a kezdeményezést átengedni a szövetségeseknek és további támadásokat kell vezetni. 1918. május 27-én a németek újabb támadást indítottak Soissons és Reims között. A harmadik aisne-i csata (vagy másképpen Blücher-Yorck hadművelet) során a szövetségesek 137 000, a németek 130 000 főt vesztettek halottakban és sebesültekben, a hadművelet június 6-án történő lefújásáig. Június 9-én kezdődött a tavaszi offenzíva negyedik támadása, a Gneisenau hadművelet, amit az amerikai és francia hadsereg megállított, ezért június 12-én abbamaradtak a további támadó hadmozdulatok. 1918. július 15-én indította meg Ludendorff a világháború utolsó német offenzíváját. A második marne-i csata első két napján sorban akadtak el a támadó csapatok, majd július 17-én az antanthatalmak ellentámadásba lendültek, és július 20-án a németek már visszavonultak.

#### A fekete naptól a német kapitulációig

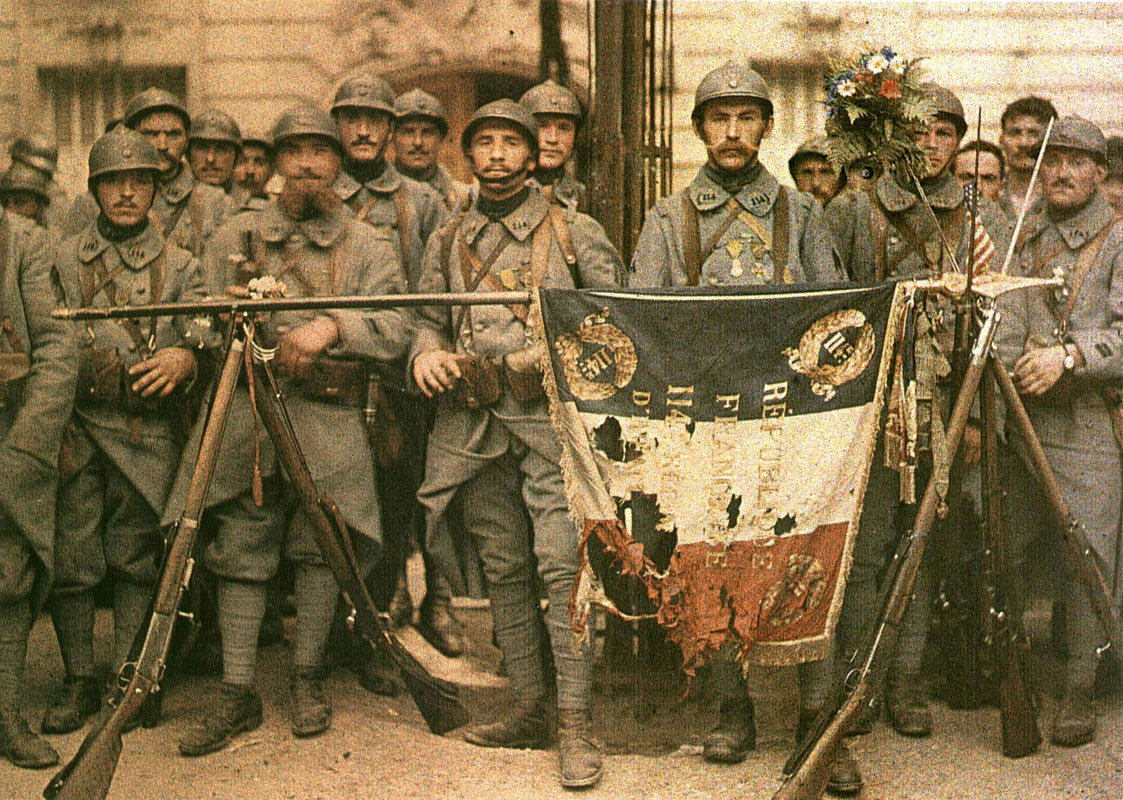
Francia gyalogosok csoportja 1917 július 14.

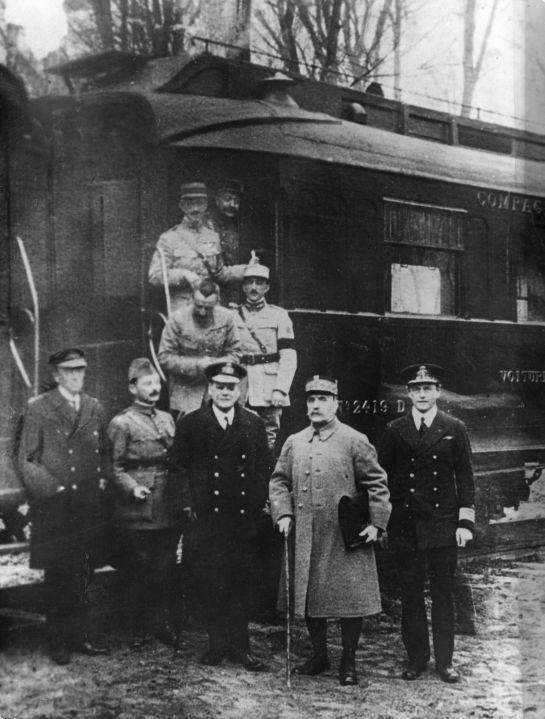
A fegyverszünet aláírói

1918. augusztus 8-án az antanthatalmak új stratégiával, 600 tankkal és 2000 repülőgéppel megindították támadásukat Amiens városánál. A száznapos offenzíva során 20 km-re nyomultak előre, a németeknél pedig teljes volt a zűrzavar. A német hadvezetés viszont nem látta be az új stratégia sikerét, és továbbra is kitartott korábbi elképzelésében. Ferdinand Foch marsall 1918 szeptemberében általános offenzívát tervezett. A nyugati fronton több területen összpontosította erőit úgy, hogy több frontszakaszról átcsoportosította a védők egy részét. Foch ugyanis tudta, hogy a németek már nem képesek támadást indítani. 1918. szeptember 26–28. közötti három napon Verdunnél, Reimsnél, Cambrai-nál és Flandriában megindultak előre az antantcsapatok. A németek nem tudták tartani állásaikat, és az állóháborút egy más jellegű, sokkal mozgalmasabb hadműveleti időszak követte.
Németországban a kieli matrózok engedetlensége és október 29-én kitört lázadása hamarosan forradalomhoz vezetett, november 9-én a császár lemondott a trónról, és Hollandiába menekült. Ezt követően november 11-én írták alá a franciaországi compiègne-i erdőben állomásozó vasúti szerelvényen a fegyverszüneti egyezményt a Német Birodalommal, amely „a tizenegyedik hónap tizenegyedik napján 11 órakor” lépett életbe. Ekkor a nyugati fronton szemben álló hadseregek beszüntették a harcot, és visszavonultak állásaikból.

### Olasz front

#### Olaszország hadba lépése
Olaszország 1915-ben lépett be a világháborúba az antant oldalán. Tette ezt annak ellenére, hogy korábban a központi hatalmakkal kötött szövetséget. Olaszországnak és a Monarchiának ugyanis ütköztek az érdekeik, mindketten igényt tartottak bizonyos balkáni területekre, és egymással szemben is voltak területi vitáik.
Olaszország antanthoz való csatlakozását végül furcsa módon a központi hatalmak sikerei hozták el. A német és az osztrák–magyar támadásoknak köszönhetően Oroszország engedékenyebbé vált az olaszokat illető területek kérdésében. Áprilisban az antant partra szállt a Dardanelláknál, Olaszország pedig a központi hatalmak gyors összeroppanására számítván egyezséget keresett az antanttal. Megkötötték a londoni egyezményt, amelyben az olaszok vállalták, hogy egy hónapon belül hadba lépnek a Monarchia ellen. A Monarchia az utolsó utáni pillanatban (május 9.) még egy – a korábbinál jóval csábítóbb – ígérettel fordult Olaszországhoz, de az addigra már elkötelezte magát az antant oldalán. Május 23-án Olaszország hadat üzent az Osztrák–Magyar Monarchiának.

#### Az isonzói csaták

A caporettói áttörés

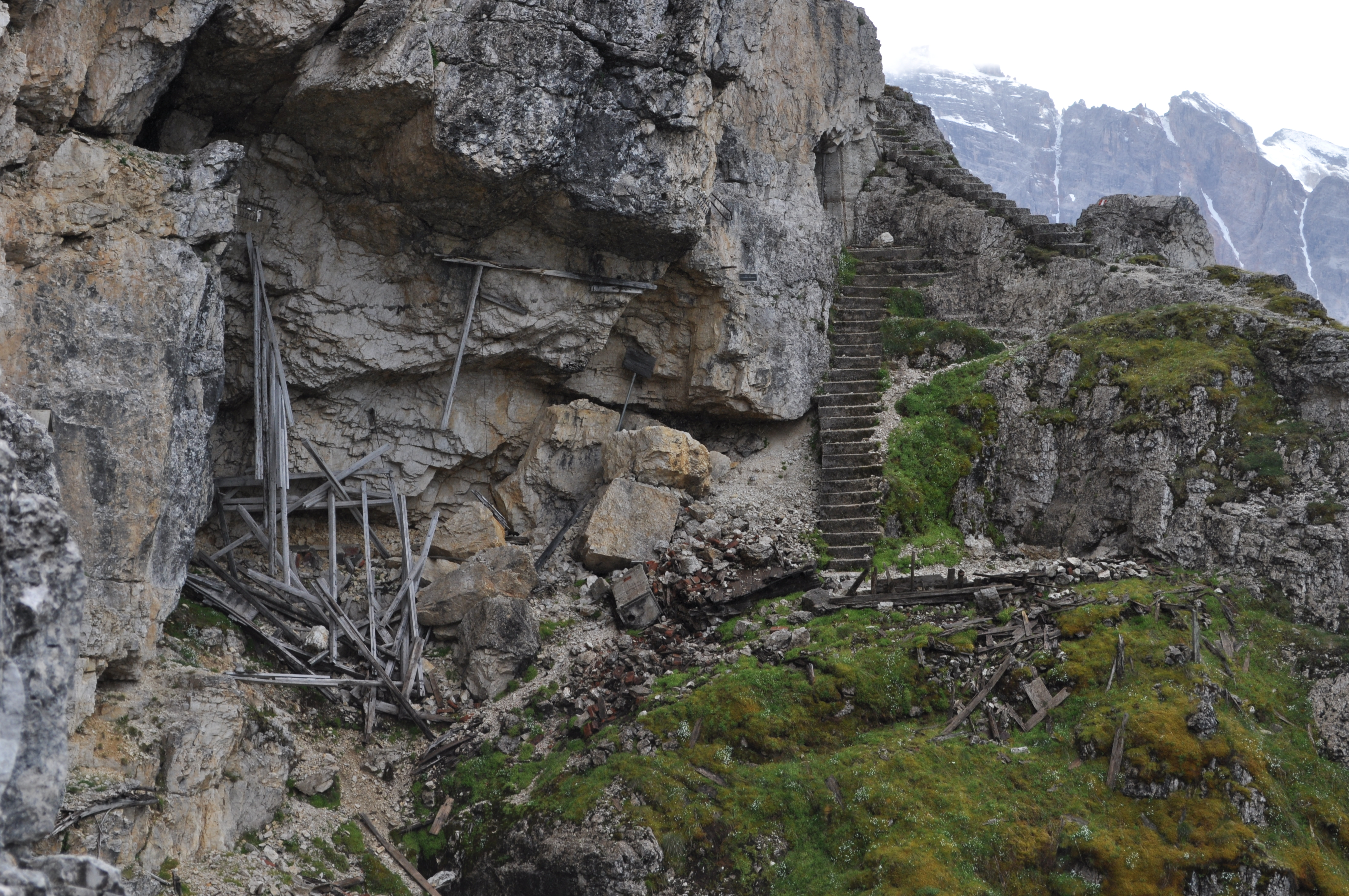
Osztrák-magyar hegyi állás maradványa 2010-ben

Az olasz hadüzenet után azonnal támadásba lendültek az olaszok az Isonzónál. Az év végéig négy csatát, a háború végéig összesen pedig tizenkettőt vívtak meg. Az olaszok 1915–1917 között sikertelenül próbálták meg áttörni a Monarchia védelmét, sőt 1917. október 24-én az utolsó isonzói csatában Caporettónál osztrák–magyar és német csapatok törték át az olasz frontvonalat. Az olasz hadsereg 40 000 katonája meghalt, 300 000 fogságba esett, a központi hatalmak viszont nem tudták folytatni a támadást. A német katonákra a nyugati fronton volt szükség, a kieső haderőt a Monarchia nem tudta pótolni.

#### Az Osztrák–Magyar Monarchia kapitulációja
1918 elején az antant pótolta a kieső haderőt, és 60 hadosztállyal várta az osztrák–magyar hadsereget. A Monarchia viszont csak 54 hadosztályt tudott kiállítani. További súlyos gond volt az utánpótlás megoldása. A hadianyaggyártás az előző évhez képest felére csökkent, az élelmezést sem tudták megoldani, ezért a május 28-ai támadást június 15-ére tették át. A négynapos csata után az osztrák–magyar hadseregnek vissza kellett vonulnia. A Monarchia nem sokkal ezt megelőzően a tengeren próbálta meg áttörni az antant blokádját, de sikertelenül, sőt még a Szent István csatahajó is elsüllyedt.
Október 24-én az olasz hadsereg jelentős támadást indított (Vittorio Venetó-i csata), és gyors ütemben foglalták vissza a korábban a caporettói áttörés alatt elvesztett területeket. A csata során a Monarchia hadserege gyakorlatilag felbomlott, és nem tudott ellenállni az olaszoknak. A katonai vereséget követte a Monarchia felbomlása: október 21-én az osztrák Ideiglenes Nemzetgyűlés bejelentette az elszakadást a birodalom többi részétől, egy héttel később kihirdették Csehszlovákia megalakulását, Budapesten pedig kitört az őszirózsás forradalom. Október 29-én a Monarchia képviselői békét kértek az olaszoktól, akik azonban folytatták az előrenyomulást, 30-án elérték a Livenza folyót és elfoglalták Vittorio városát. November 3-án a Monarchia ismét megadást kért az olaszoktól, akik a párizsi szövetséges legfelsőbb parancsnoksággal való konzultálás után megszabták feltételeiket. Olaszország és a Monarchia képviselői november 3-án a Giusti-villában, Padova közelében írták alá a fegyverszüneti egyezményt, amely másnap lépett hatályba.

## Háború Ázsiában
Az első világháború az ázsiai kontinensen – a kínai Csingtao ostromának kivételével – a Közel-Keletre és a Kaukázusra koncentrálódott.

### Kaukázusi front

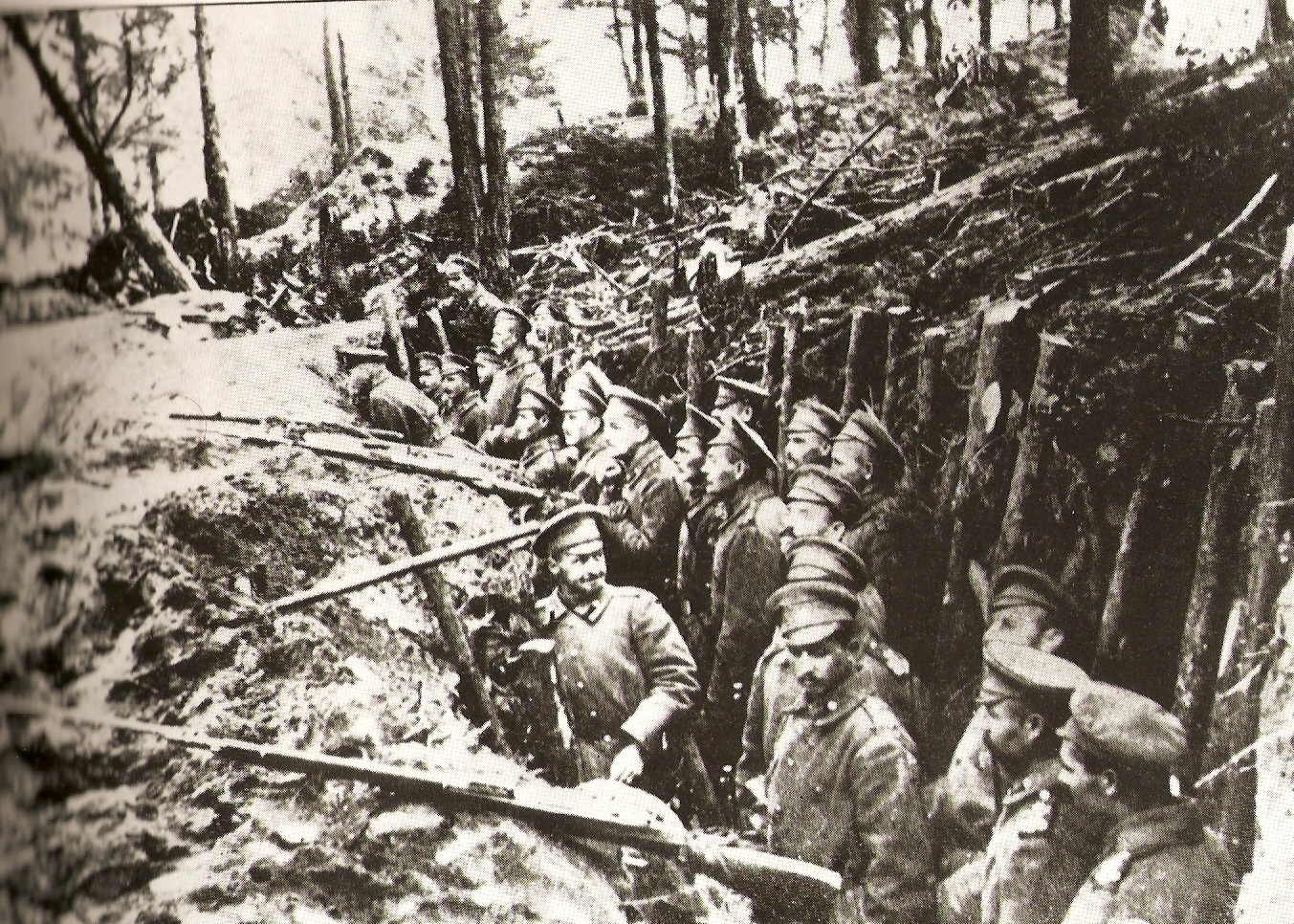
Orosz lövészárok a sarıkamışi erdőben

Törökország hadüzenet nélkül 1914. október 28-án megtámadta az Orosz Birodalmat. A Yavuz (korábban Goeben) és a Midilli (korábban Breslau) öt kisebb török hajóval együtt lőni kezdték Szevasztopolt, Odesszát és Feodosziját. Ezután az antanthatalmak megszakították a diplomáciai kapcsolatot az Oszmán Birodalommal. November 3-án elsőként Oroszország, majd két nappal később Franciaország és az Egyesült Királyság is hadat üzent neki. A hadüzenet követően a törökök a kaukázusi régióba csoportosítottak 150 000 főt, az oroszok viszont a már meglévő 100 000 fős hadsereget nem erősítették meg. Az oroszok november elején megindították a Berchman-offenzívát, amit a törökök pár hét alatt visszavertek, majd ellentámadásba lendültek, és megtámadták Sarıkamış városát. A török stratégia sikertelennek bizonyult, az oroszok minden támadást visszavertek, és a török erők fele megsemmisült. Ezután a törökök és az oroszok Perzsia területén harcoltak, itt is kialakult az állóháború. Az oroszok igyekeztek kimozdítani a törököket, és 1915 végén megtámadták Köprükeyt, amit a törököknek nem sikerült visszaverni, és az ellenség elfoglalta Trabzont, Bayburtot és Erzincant is.
1916-ban és 1917-ben nem történtek komolyabb összecsapások, a felek más frontokra vezényelték át csapataikat. 1917 decemberében az oroszok fegyverszünetet kértek, majd 1918 márciusában a breszt-litovszki békével megszűnt a front.

### Mezopotámiai front

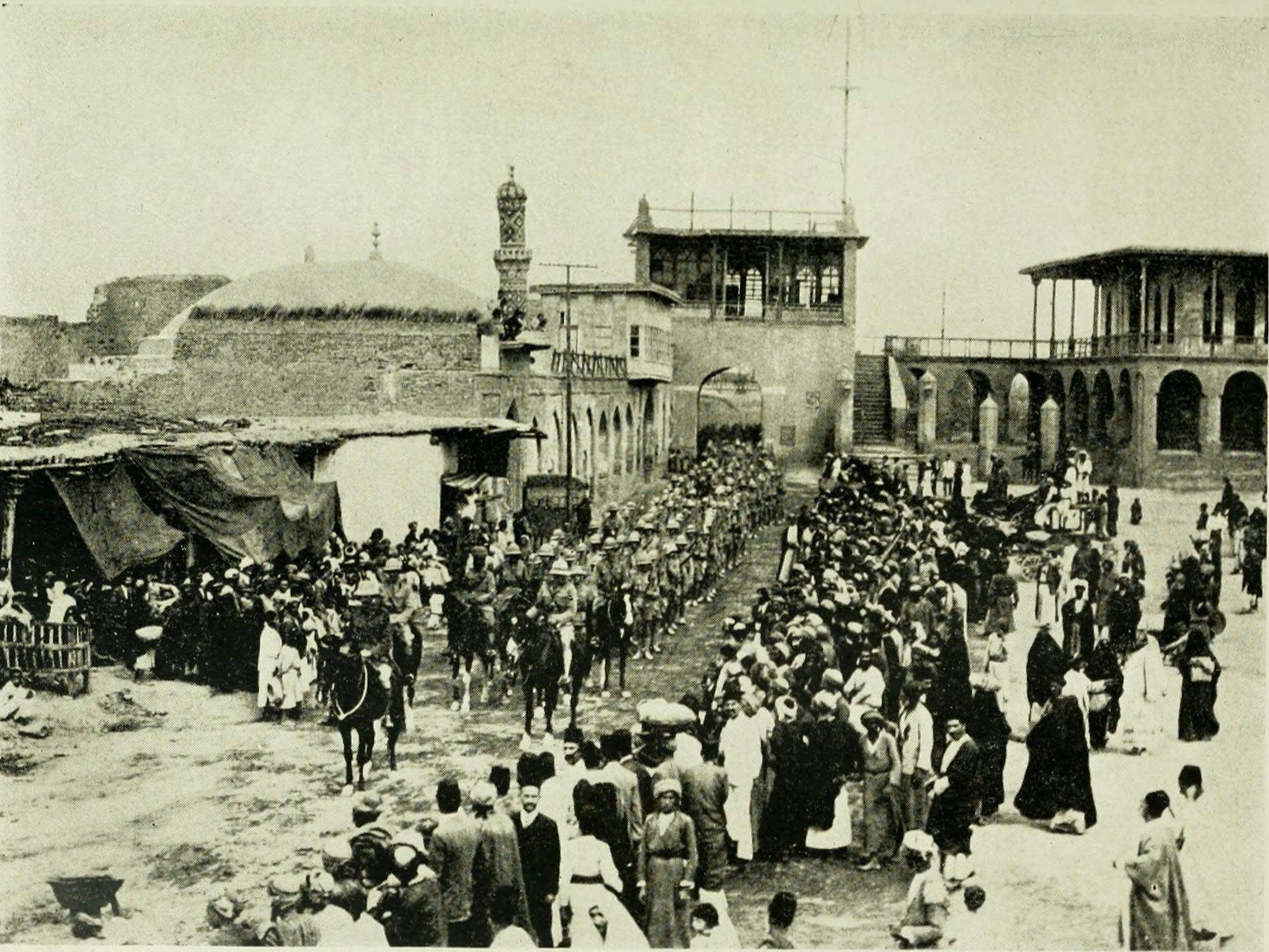
Maude tábornok serege élén bevonul Bagdadba (1917. március 11.)

A britek a törökök elleni hadiállapot beálltával megtámadták Kuvait felől a Perzsa-öböl menti török partvidéket, majd annak elfoglalása után Baszra városa felé nyomultak előre. November 22-én a város brit kézre került, majd tovább haladtak Bagdad felé. December 9-én Al-Qurna városát is elfoglalták. A törökök hátrányban voltak a britekkel szemben, mivel a bagdadi vasútvonal még nem készült el, így nem tudták gyorsan szállítani a csapataikat.
Az oroszok 1915 őszén úgy döntöttek, hogy támadást indítanak Észak-Perzsián át Bagdad és Moszul irányába. A törökök azonban visszaszorították az ellenséget Hamadán városáig. Az angolok ellen is jól védekezett az oszmán hadsereg, és a Kút városába visszaszorított angoloknak 1916. április 29-én ismét vissza kellett vonulniuk Amára városába. Az angolok ezért augusztusban Maude tábornokot nevezték ki a brit erők parancsnokságának. Maude csapatai december 13-án megindították a támadást észak felé. 1917 februárjában elfoglalták Kút városát, majd március 11-én Bagdadot. Novemberben azonban kolerában elhunyt a tábornok, és az új parancsnok William Marshall tábornok lett. Ekkor viszont a palesztin frontra kellett átvezényelni két kisebb indiai hadseregcsoportot, ahol megakadt az angolok támadása, majd 1918 tavaszán további egységekkel csökkent a mezopotámiai brit hadsereg. A helyzet csak őszre rendeződött, és Marshall tábornok 1918 októberében már Sarkat térségében harcolt a törökök ellen. Az indiai lovashadosztály november 14-én elfoglalta Moszult.

### Palesztinai front

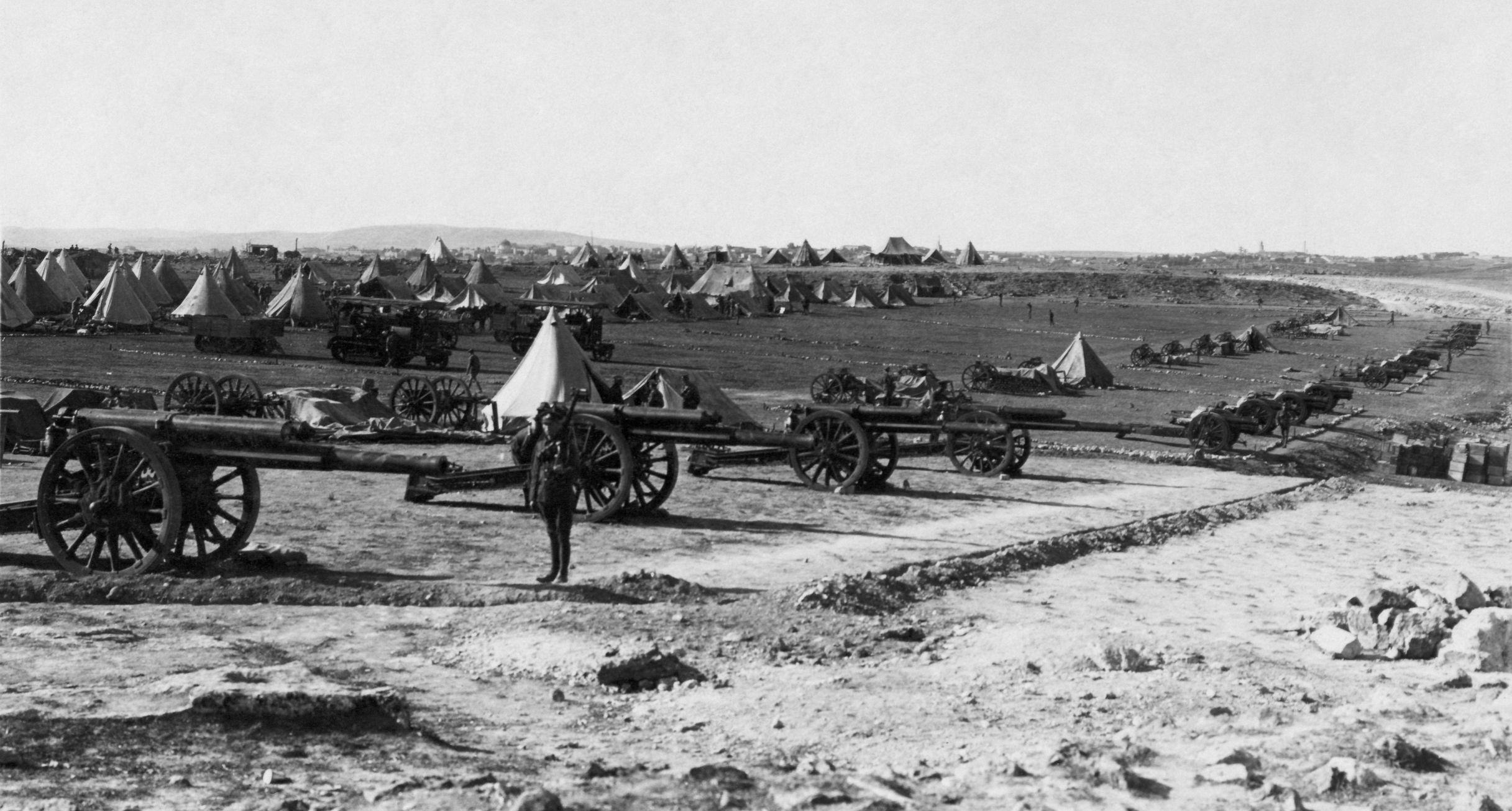
Brit ágyúk a Szkopusz-hegyen a jeruzsálemi csata idején, 1917-ben

A törökök 1915. január 26–27-én két kisebb hadsereggel Kantara, illetve Szuez ellen vonultak. Friedrich Kress von Kressenstein vezette Szuezi Expedíciós Erők Dél-Palesztinából nyomultak a csatorna felé, amit február 2-án értek el, és másnap Iszmáilijánál átkeltek rajta. Az indiai tüzérség által támogatott egyiptomi erők azonban meghátráltatták a támadókat, és a törökök még aznap este visszatértek a Sínai-félszigetre. 1916-ban több ízben, először áprilisban Kantara, majd augusztusban Romani ellen kíséreltek meg támadást, de a 100 000 fős egyiptomi angol sereg visszaverte azokat, sőt az angolok elfoglalták a Sínai-félszigetet.
A törököknek komoly gondot okozott az arab felkelés, az angolok által támogatott lázadás kisebb sikereket ért el, de Medina és a vasút török kézen maradt. Ezért angol katonai tanácsadókkal megerősítve – mint Lawrence százados – az arabok folyamatosan rongálták a vasutat. Az új gerillahadsereg az angolok egyik segédcsapataként működött.
1917. január 9-én a britek már Rafahot is elfoglalták, de Gáza és Beér-Seva mellett komoly török erőkkel találták magukat szemben, és kialakult az állóháború. Novemberben megerősítették az angolok csapataikat, és előbb Beér-Sevát, majd Gázát is elfoglalták. 1917. december 9-én Jeruzsálem is angol fennhatóság alá került. Az 1918 tavaszi brit támadásokat fel kellett függeszteni, mivel a nyugati fronton erősítésre volt szükség. A francia hajók 60 000 katonát és a nehéztüzérséget átszállították Európába. A nyár folyamán ezeket az egységeket visszahajóztatták, és szeptemberben újra megindultak a brit csapatok. Szeptember közepén elfoglalták Haifát és Bét-Seán városát, majd Ammánt is. Damaszkusz október 1-jén került brit fennhatóság alá, majd Bejrútot is elfoglalták. A törököknek 20 000 katonája volt, a briteknek háromszor annyi. A túlerő miatt a palesztinai front összeomlott.
A törökök 1918 október közepén fegyverszünetet kértek, amelyet október 30-án írtak alá Mudrosz kikötőjében. A törököknek ki kellett üríteni az arab területeket, át kellett adni a hajóikat az antanthatalmaknak.

## Háború Afrikában

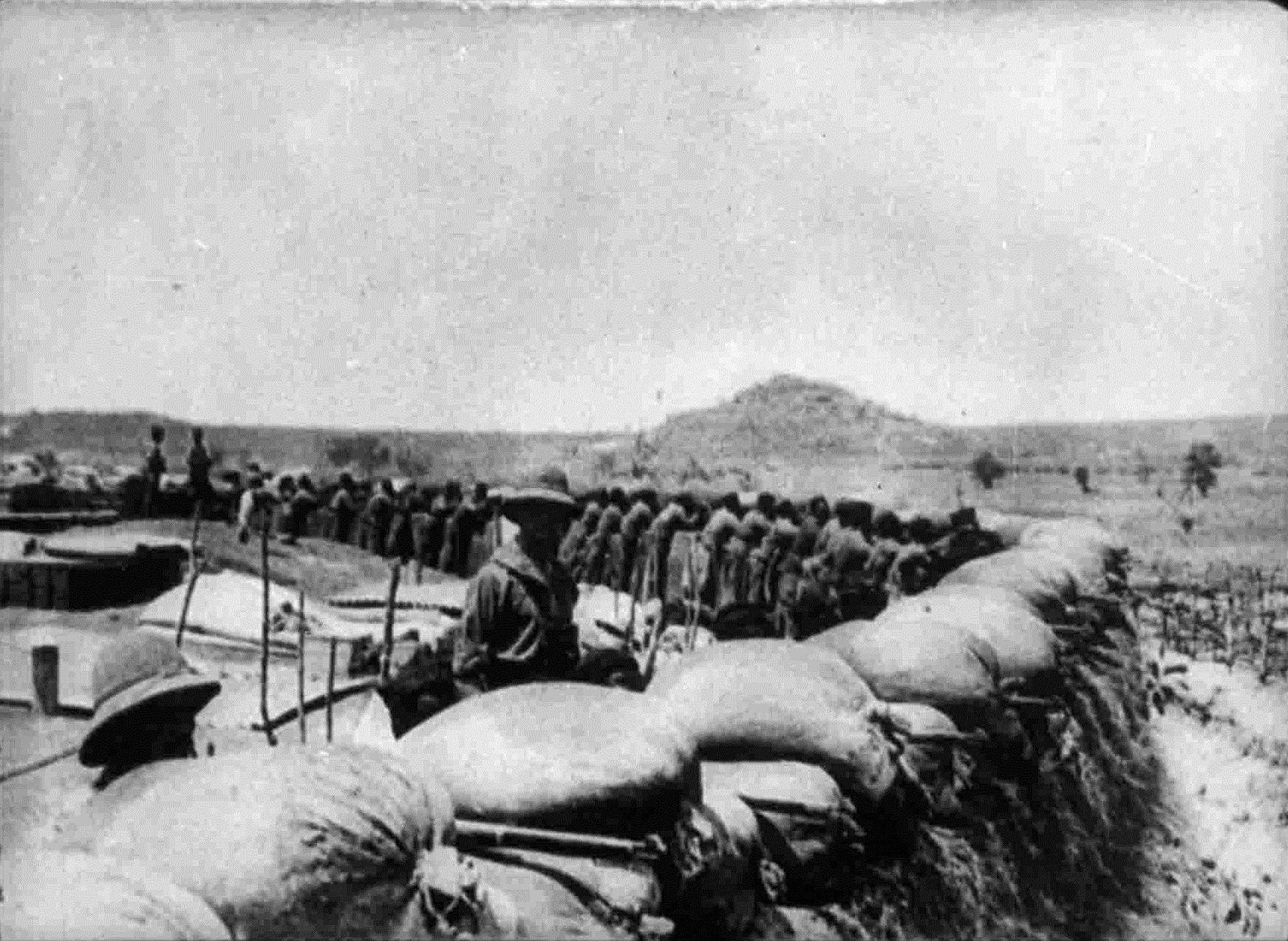
A Schutztruppe egységei Garuánál, Kamerunban

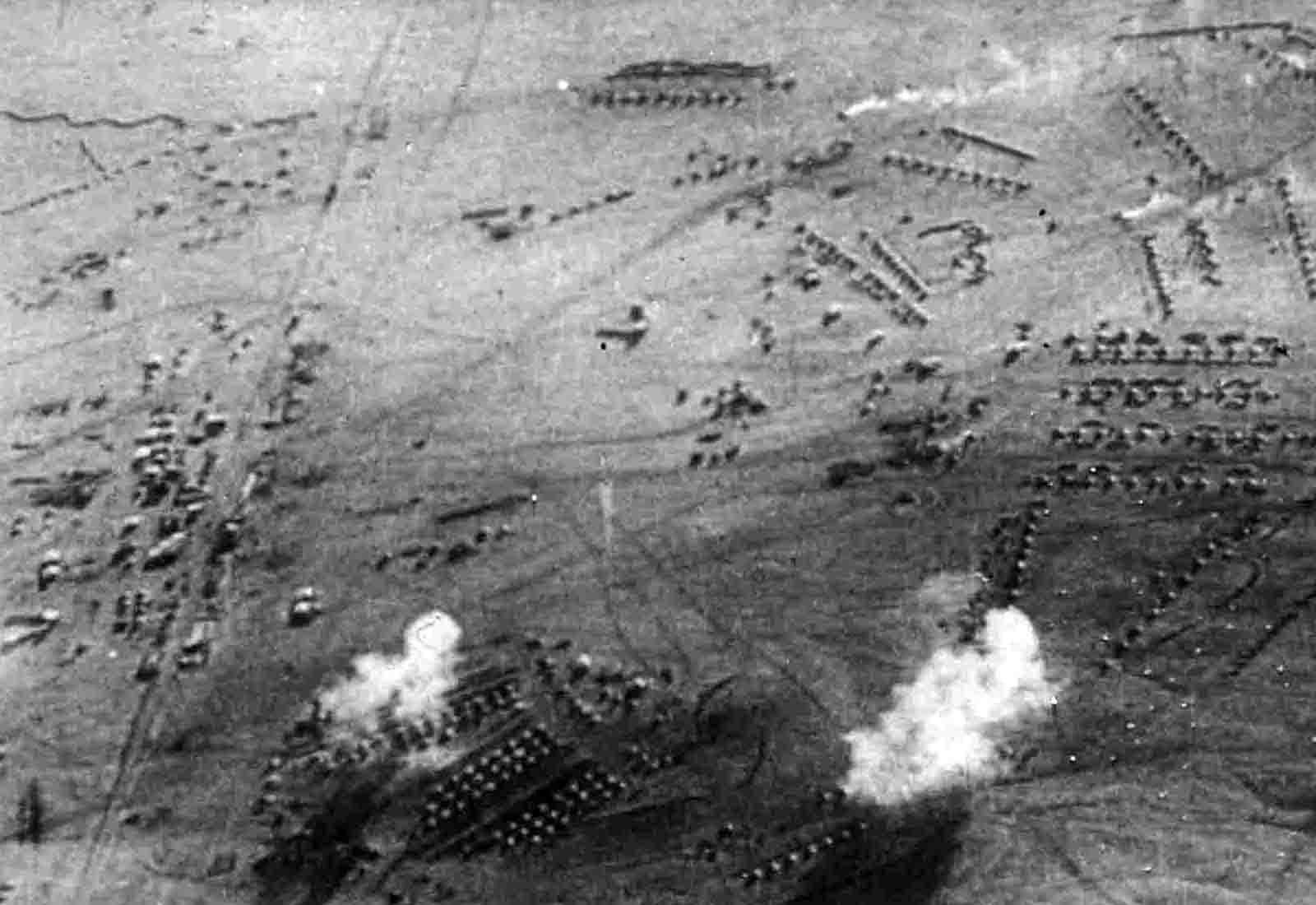
Paul Fiedler hadnagy Roland típusú gépével a Tschaukaibnál található dél-afrikai tábort bombázta 1914. december 17-én

Afrikában a központi hatalmak közül csak Németország rendelkezett gyarmatokkal, ezen területek az alábbiak voltak: Togo, Kamerun, Német Délnyugat-Afrika (ma Namíbia), Német Kelet-Afrika (ma Tanzánia része). A térségben állomásozó német haderő létszáma 30 000 fő volt, ezzel szemben az antanthatalmak 92 000 fővel rendelkeztek.
A felek elsőként Togóban ütköztek meg. A hely fontosságát a Kaminában felépített nagy hatótávolságú rádióállomás jelentette. 1911-től 1914 júniusáig a Deutsche Post finanszírozta a Telefunken kísérleti rádióadásait. A kaminai adó volt a világ első transzkontinentális rádióadásra képes állomása. A kísérletek élénk titkosszolgálati érdeklődést vontak magukra. A rádiótechnológia fejlődésével 1914 júniusára a Telefunken állomása képes lett az 5500 km távolságban levő naueni német rádióadóval rendszeres, hibamentes és világosan érthető kapcsolatot teremteni. Togóban 1200 fő volt a német helyőrség, amely néhány hetes küzdelem után, augusztus 26-án adta meg magát.
Kamerunt sem tudta a Német Birodalom sokáig megtartani, mert az északi-tengeri brit haditengerészet blokád alatt tartotta a német felségjelű hajókat. Az antant szeptemberben támadta meg a német gyarmatot. A britek Nigéria felől, a franciák pedig délről támadtak. Szeptember 27-én foglalták el a kameruni fővárost, Dualát. Ekkor a 12 000-es német helyőrségből majdnem 4000 főt elfogtak, 8000 katona Jaundéba menekült, és még egy évig küzdöttek, majd 1916 februárjában mintegy 7000 katona és 7000 civil a semleges spanyol gyarmatra, Spanyol-Guineába menekült.
Délnyugat-Afrika az első világháborúban szintén az antanthatalmak felügyelete alá került. A britek dél-afrikai katonákkal együtt 1914 szeptemberében indították meg a támadást, majd szeptember 19-én elfoglalták az első várost, Lüderitzet. Ezekben a napokban azonban a Dél-afrikai Unióban kitört a Maritz-felkelés. A több hónapig tartó harcok lekötötték a britek erőit, ezért szüneteltek a harcok Délnyugat-Afrikában. Az 1915 februárjában leverték a felkelést, és visszatértek a katonák az afrikai német gyarmatra. Lüderitzből még januárban 25 000 katona indult Swakopmund elfoglalására, amely 170 mérföldre feküdt a fővárostól, Windhoektól. Ezt követően a főváros bevétele következett. A németek folyamatos hátrálása következtében 1915. május 1-jén át kellett helyezni a gyarmati fővárost Grootfonteinba. Tizenegy nappal később Windhoek elesett. A hadjárat utolsó nagy ütközetére Otavifontein mellett került sor, ahol 800–1000 német állt szemben a személyesen Louis Botha vezette erőkkel. Az eredmény nem lehetett kétséges, a németek döntő vereséget szenvedtek, és a katonák az ország északi területeire szorultak. Végül 1915. július 9-én letették a németek a fegyvert.
A legnagyobb afrikai német gyarmat Német Kelet-Afrika volt. 1914. augusztus 5-én a britek a fennhatóságuk alatt álló Uganda felől inzultálták a németek egyik folyami előőrsét. Az első komoly támadást három nappal később hajtották végre a tenger felől, amikor a brit haditengerészet hajói Dar es-Salaamot lőtték. Három hónappal később a britek újabb támadást hajtottak végre a Kilimandzsáró közelében. A kilimandzsárói csata során a németek komoly ellenállást tanúsítottak, sőt a brit ellátási vonalakra is csapást mértek. Ezzel párhuzamosan november 2-án a tengerparti Tanga városát a tenger felől is megtámadták a britek. A tangai csata során a  német helyőrség sikeresen ellenállt. November 4-én megérkezett a német erősítés és a briteket november 5-én visszaszorították a kihajózási partszakaszokra. 1916 tavaszán az egész gyarmat még mindig német kézen volt, de ez megváltozott, amikor a britek elfoglalták Délnyugat-Afrikát. 1916. március 13-án a britek dél-afrikai katonákkal elfoglalták Moshi városát. Ezzel egy időben a portugálok és a belgák is támadást indítottak Kelet-Afrika ellen saját gyarmatukról. A németek visszaszorultak a Rufiji-folyó mögé, ahol 1917 novemberéig kitartottak. Ekkor a németek több mint 1000 katonával Mozambikba, majd onnan vissza Kelet-Afrikába, végül Észak-Rhodesiába vonultak, ahol a háború végéig tartották magukat. A fegyverletételre 1918. november 25-én, két héttel a fegyverszünet aláírása után került sor.

## Háború más kontinenseken

### Óceánia

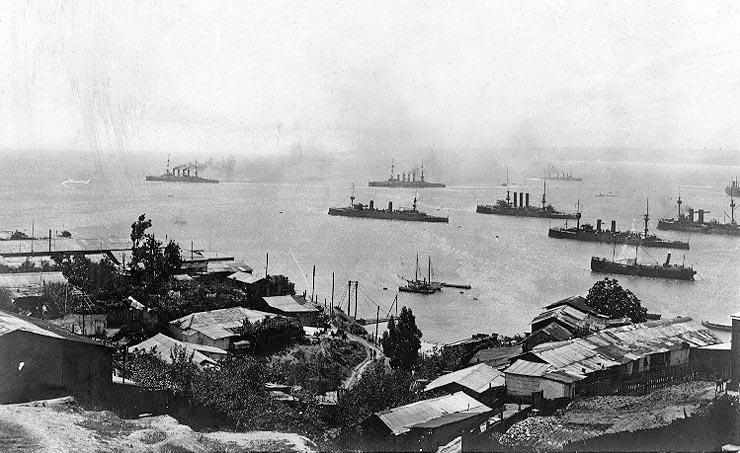
A német hajóraj a csata után, 1914. november 3-án elhagyja a valparaísói kikötőt. Elől a Scharnhorst és a Gneisenau, utánuk a Nürnberg. Távolabb az Esmeralda, az O'Higgins és a Blanco Encalada chilei cirkálók, valamint a Capitan Prat chilei csatahajó

Óceánia több szigetcsoportja is a Német Birodalomhoz tartozott: Bismarck-szigetek, Új-Guinea északi része, Salamon-szigetek, Nauru, Marshall-szigetek és a Szamoa-szigetek nyugati része, a mai Szamoa állam. A háború kitörése után a brit kormány felszólítása után Ausztrália elfoglalta Új-Guineát, Új-Zéland pedig Szamoát. Szamoa ellenállás nélkül megadta magát Új-Zélandnak 1914. augusztus 29-én. Új-Guinea szigetén azonban a német és a bennszülött erők ellenálltak az ausztráloknak. Az 1914. szeptember 11-én lezajlott Bita Paka-i csatában az ausztrálok azonban így is viszonylag hamar legyőzték az ellenséget. A japánok októberben ultimátumban követelték a Mariana-, a Karolina- és a Marshall-szigeteket. Németország harc nélkül átadta ezeket a területeket.

### Amerika
Az amerikai kontinensen Chile partjainál csaptak össze a központi és az antant csapatok hajói. 1914. november 1-én a Brit Királyi Haditengerészet egységeit irányító Christopher Cradock és a német hadihajókat irányító Maximilian von Spee Coronel város közelében vívták meg csatájukat. Az angoloknak nem voltak kedvezőek az időjárási feltételek, így a németek két angol hajót is elsüllyesztettek. Ezt követően a britek megerősítették a flottát, és december 8-án a Falkland-szigeteknél ismét megütköztek a hajókonvojok. A németek ezúttal komoly veszteségeket szenvedtek el, és csak két hajójuk tudott elmenekülni. A brit győzelemmel biztosítani tudták a csendes-óceáni és dél-atlanti kereskedelmi útvonalakat.

## Tengeri hadviselés

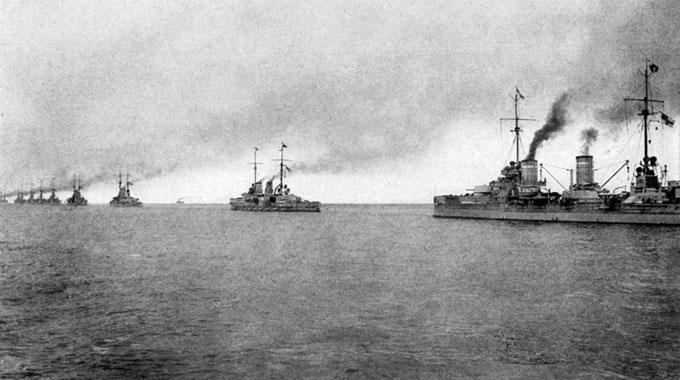
A német nyílt tengeri flotta, a (Hochseeflotte) hajói, 1917

Az első világháború előtt jelentek meg a Dreadnought típusú csatahajók, amelyektől a britek azt remélték, hogy bármely más ország hajóit meg tudják semmisíteni, de a németek is nekiláttak az ilyen típusú hajók építésének. A németek azonban sosem tudták behozni a lemaradásukat. A hadihajókon annak ellenére, hogy működött a rádió, még mindig a 19. századi jelzőzászló volt az elsődleges kommunikációs eszköz. A gőz meghajtású hadihajókon azonban a füst nehezítette a kommunikációt, ezért a reflektorokkal küldött Morze-jeleket is bevetették. A brit tengernagyok ugyanakkor a stratégiák kidolgozásánál nem vették számításba, hogy mint a hajók sebessége, mind az ágyúk hatótávolsága megnövekedett. Emiatt a nagy ágyúk párbajára épülő taktika kudarcra volt ítélve.
A világháború elején a tengereken a britek voltak fölényben, 1914 augusztusában blokád alá vették Németországot, megakadályozva a német hajók megjelenését a brit partoknál. A németek próbáltak kitörni, így kerülhetett sor a világháború első nagy tengeri ütközetére, a helgolandi csatára. A brit egységek német járőröző hadihajókat támadtak meg a német partoknál. A csata kezdetén teljes volt a zűrzavar, de a brit fölény meghozta végül a győzelmet. A németek három könnyűcirkálót vesztettek el: az SMS Mainzot, a Cölnt és az Ariandét, valamint a V-187-es torpedónaszádot. A németeknek 712 fő, a briteknek 35 fő volt a vesztesége. A németek ezután a meglepetés erejében bíztak, és 1916. május 31-én Jyllandnál megtámadták a briteket, de a britek még korábban megszerezték a németek kódkönyvét, így meg tudták fejteni az üzenteiket és értesültek a támadásról. A Skagerraki csata avagy jütlandi csata az első világháború legnagyobb tengeri csatája volt. A briteknek 28 sorhajó, 9 csatahajó, 33 cirkáló és 81 romboló, a németeknek 11 sorhajó, 5 csatahajó, 17 cirkáló és 63 romboló állt a rendelkezésére. A két napig tartó ütközetben a britek 14, míg a németek 11 hajót veszítettek, de a németek támadása nem hozta meg a várt sikert, így a háború végéig fenn tudott maradni a tengeri blokád, a német hajók pedig a kikötőkben vesztegeltek.
Az Adriai-tengeren a legnagyobb tengeri csata a harmadik otrantói csata volt 1917. május 15-én. A Monarchia hajói ki akartak törni az otrantói tengeri zárból, amellyel megnyílt volna a lehetőség, hogy kijussanak a Földközi-tengerre. A csatát az antant flottája elvesztette, annak ellenére, hogy a csata második felében brit hajókkal erősítették meg az olasz haditengerészetet.
A brit blokádra válaszul a németek a brit partok környékét minősítették hadiövezetnek. 1915. február 22-én bejelentették a korlátlan tengeralattjáró-háborút. Bármilyen zászló alatt közlekedő hajó ellen támadást indítottak. Így történt meg, hogy a semleges amerikai Lusitania vesztét 1915. május 7-én egy német torpedó okozta, és 1201-en meghaltak. Az amerikai diplomácia ekkor felszólította a németeket a tengeri harci cselekmények felfüggesztésére, amit pár hónapig be is tartottak. Németország 1917-re már 105 frontszolgálatban lévő búvárhajóval rendelkezett. Ekkorra az angolok egy 18. századi taktikát vetettek be. A kereskedelmi hajókonvojokat hadihajókkal (cirkálókkal) kísérték, továbbá kereskedelmi hajónak álcázott hadihajókat is alkalmaztak, amelyek megtámadásuk esetén olyan fegyverzettel rendelkeztek, amivel el tudták pusztítani a tengeralattjárókat. A veszteségek hatására 1918. október 24-én Németország beszüntette a tengeralattjáró-hadviselést.
1915-ben a britek először és utoljára alkalmazták a háború alatt azt a hagyományos brit tengeri stratégiát, amelynek során az ellenfél területének egy nem túl védett partszakaszán expedíciós csapatokat tesznek ki, majd a tengeri utánpótlásnak köszönhetően elfoglalják azt. A helyszín ekkor Gallipoli volt, de a közel egyéves küzdelem során a törökök kiűzték a brit és ANZAC-csapatokat a félszigetről.

## Légi hadviselés

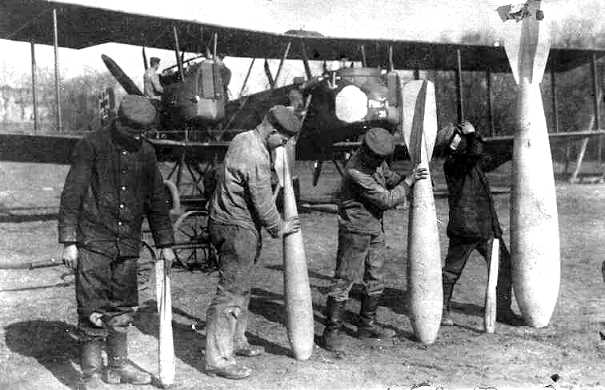
Különböző méretű német bombák, háttérben egy Gotha GV bombázó

Az első világháború előtt tíz évvel kifejlesztett repülőgépeknek nem tulajdonítottak nagy jelentőséget a katonai stratégák, csak felderítő eszköznek szánták. 1914-ben Németországban a Rumpler- és az Etrich-Taube típusú repülőgépeket, míg az antanthatalmaknál az egyfedeles Blériot és a kétfedeles Voisin és Bréguet típusú repülőket rendszeresítették. Jól mutatta a repülőosztagok hátrányos helyzetét az a tény, hogy még a háború elején a német gépek fele (232-ből 100) harcképtelenné vált csupán azért, mert nem gondoskodtak megfelelő alkatrészekről és javító személyzetről. Hasonló viszonyok voltak a francia, orosz és brit egységeknél is. A világháború légi hadviselésének első szakasza 1914 augusztusa és 1916 februárja között volt, amikor még jelentéktelen szerepe volt a háborúban, jobbára csak a felderítésben vették hasznukat. Már a háború első évében bombázókat is építettek a vadászgépek mellett. A németek azonban még a Zeppelinekben hittek, amelyekkel az ellenséges hátország városait és reptereit is bombázni tudták.
1916 elejére komoly fejlődésen mentek keresztül a repülőgépek, nemcsak elérték az óránkénti 160 km-es sebességet és a 3000 méteres magasságot, de specializálták őket feladatkör szerint. Voltak vadász- és bombázógépek, közel-, távol- és tüzérfelderítők. A verduni csata idejére már felállítottak vadászrepülő-századokat, amelyekben 6–6 repülőgép volt. A vadászrepülőket párosával küldték őrjáratra, és ellenséges gép észlelése esetén igyekeztek azt körülfogva a saját támaszpontjukhoz irányítani, az ellenséges repülőgépet pedig saját célra felhasználni. A francia gépek azonban erősebbek voltak, és az ő stratégiájuk a német közlekedési vonalak és repterek bombázása volt. A bombázókat ekkor kezdték el vadászrepülőkkel védeni. A németek ezért új rendszert vezettek be, a repülők zömét csoportokba vonták össze, ezekben a csoportokban 10–12 egyszemélyes vadászrepülő volt, amelyeket repülőtiszt parancsnoksága alá helyeztek. Ezekkel védekezni tudtak a kötelékekben támadó franciák ellen. A Zeppelinek fejlesztésével leálltak, és a bombázógépek építésére fektették a további hangsúlyt, amelyekkel magasabban repülve és gyorsabban érték el a kitűzött célt.

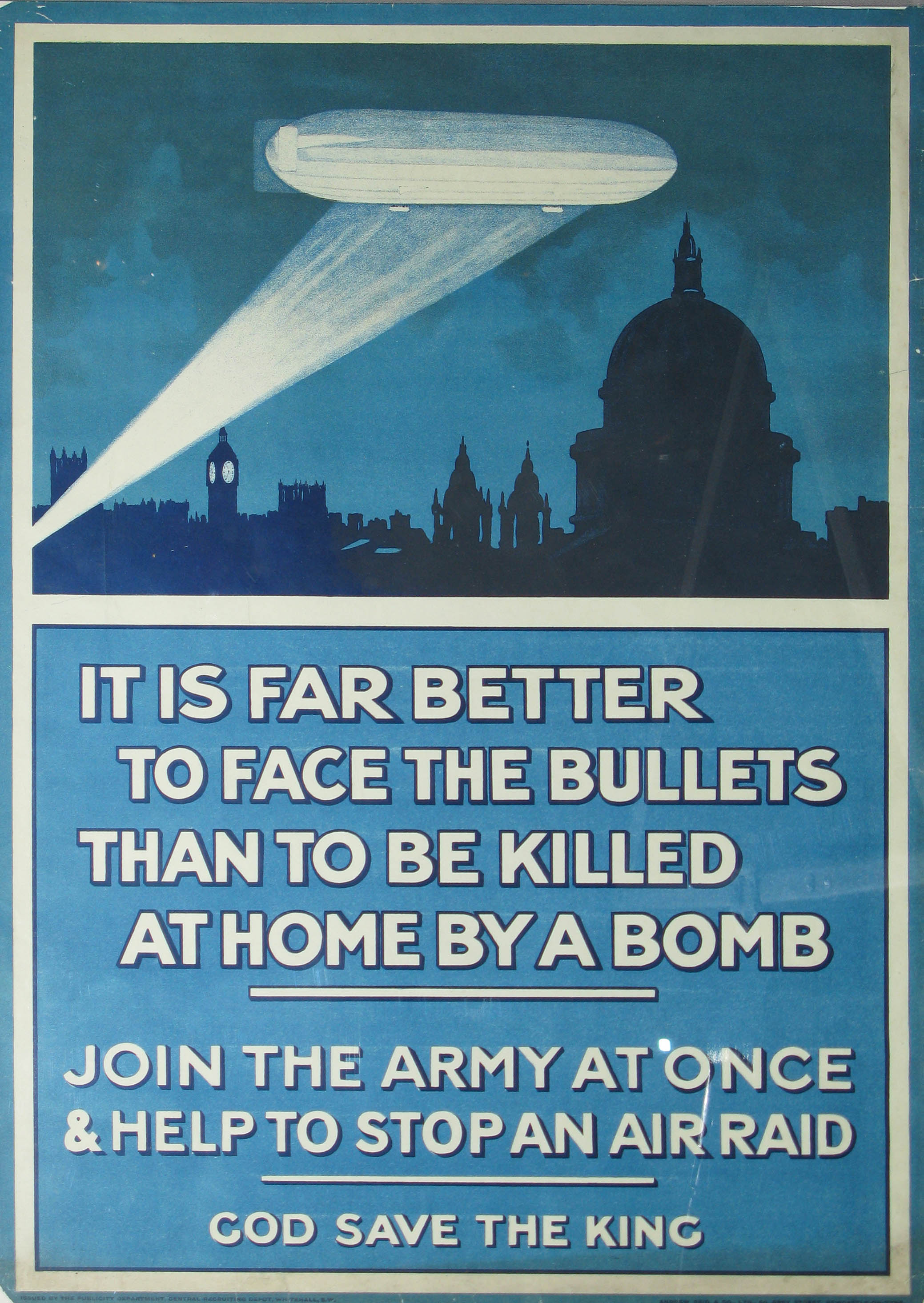
Londoni plakát, amely a németek éjszakai bombázásaira figyelmeztet

1916-ra a francia–angol repülőgépgyártás technikai fölényben volt a németekhez képest. A francia hadsereg ebben az évben átszervezte a szárazföldi haderejét, és létrehozta a hadseregrepülők parancsnokságát, vagyis a légierőt. Az állományban lévő repülőket harci és munkakötelékekre osztották. A harci kötelékekbe a vadász-, a bombázó és a távolfelderítő gépeket, míg a munkakötelékekbe a tüzérfelderítőket és a légi-fényképező felderítőket rendelték. 1916 második felére a légi hadviselésben már a harci tevékenység volt a fő jellemző. A vadászrepülőgépeket tömegesen vetették be az ellenséges légtér megtisztítására, hogy aztán a saját munkakötelékükbe tartozó repülők szabadon dolgozhassanak. A repülők másik része földközeli repülésekkel segítette a szárazföldi csapatokat.
1917-ben az antant fölénybe került a németekkel szemben, ugyanis a légi csaták többségét már a francia–angol légierő kezdeményezte. Ennek hatására lefektették a munkakötelékbe tartozó repülőgépek, valamint a bombázók harcának elveit, míg a védekezésre kényszerített németek a vadászrepülők harcászati elveit fejlesztették tovább. Ekkor jelent meg a Fokker Dr.I. A németek több alkalommal is támadták Londont ebben az időben, de az egyre jobb légvédelmi tüzérség miatt át kellett térniük az éjszakai bombázásokra. 1918 augusztusáig húsz alkalommal érte az Egyesült Királyságot éjszakai bombatámadás.
1918-ban olyan jelentőségű lett a légi hadviselés, hogy a légierő támogatása nélkül a szárazföldi csapatok önállóan már nem tudtak végrehajtani egy-egy komolyabb támadást. Ekkorra már kidolgozták mind a francia, mind az angol légierőnél a harcászati elveket és az ehhez szükséges szervezeti formákat. A munkarepülőgépeket, a harcászati és a hadműveleti gépeket külön kezelték, és a hadműveleti gépekre helyezték a katonai fejlesztések súlypontját. A britek 1918. április 18-án állították fel a Royal Air Force-t, vagyis a Királyi Légierőt. Ezzel a lépéssel a szárazföldi és a haditengerészeti erők mellett a harmadik haderőnem lett. A németek 1918-ban alig bírták fejleszteni a repülőgépeiket, ugyanis az országba nem jutott el a motorokhoz szükséges üzemanyag, így a német 300 lóerős motorok alulmaradtak az antanthatalmak 400–500 lóerős motorjai mögött. A légi hadviselés a háború végén új irányvonalat vett. A pár géppuskával felszerelt bombázók zárt köteléke ugyanis vissza tudta verni a vadászrepülő-kötelékek támadását.

## Hadigazdálkodás
Ahogy a harcok elhúzódásához, úgy az utánpótlás folyamatos biztosításához sem készültek fel maradéktalanul. A tüzérség másfél hónap után lőszerhiánnyal küszködött, kevésnek bizonyultak az élelmiszer-ellátmányok, és a harcolók hadkiegészítése is gondokkal küzdött. 1914 év végén elkezdődött az átállás a hadigazdálkodásra. A franciák, a németek valamint az angolok 1916-ra teljesen átálltak, és nem volt gond az utánpótlással, a Monarchia és Oroszország azonban állandó lőszerhiánnyal küzdött az egész háború alatt. A hadigazdálkodás során szabályozták az állatvágásokat, a kenyér- és lisztkereskedelmet, meghatározták a burgonya árát, majd Németországban 1916-ban bevezették a jegyrendszert. Az Egyesült Királyságban monopolizálták a kereskedelmi hajózási vállalatokat.
Az első világháború alatt az antanthatalmak repülőgépgyártása jelentősen meghaladta a központi hatalmakét.  A franciák mintegy 68 000 legyártott repülőgépéből közel 52 000 veszett oda a csatákban, ez 77%-os veszteséget jelent.
| Ország                    | repülőgép (darab) |
| ------------------------- | ----------------- |
| Franciaország             | 52 146 – 67 987   |
| Egyesült Királyság        | 55 061 – 58 144   |
| Németország               | 47 931 – 48 537   |
| Olaszország               | 12 031 – 20 000   |
| Amerikai Egyesült Államok | 13 840 – 15 000   |
| Osztrák–Magyar Monarchia  | 5391 – 5431       |
| Oroszország               | 4700 – 5607       |

Az első világháborúban kifejlesztett harckocsi gyártását a britek kezdték el 1915-ben, de a franciák gyártották le a legtöbbet. A franciák több harckocsit gyártottak, mint az összes hadviselő fél együttvéve.
| Harckocsigyártás az első világháború alatt (db) | Harckocsigyártás az első világháború alatt (db) | Harckocsigyártás az első világháború alatt (db) | Harckocsigyártás az első világháború alatt (db) | Harckocsigyártás az első világháború alatt (db) | Harckocsigyártás az első világháború alatt (db) |
| évszám                                          | Egyesült Királyság                              | Franciaország                                   | Németország                                     | Olaszország                                     | Oroszország                                     |
| ----------------------------------------------- | ----------------------------------------------- | ----------------------------------------------- | ----------------------------------------------- | ----------------------------------------------- | ----------------------------------------------- |
| 1916                                            | 150                                             | 0                                               | 0                                               | 0                                               | 0                                               |
| 1917                                            | 1277                                            | 800                                             | 0                                               | 0                                               | 0                                               |
| 1918                                            | 1391                                            | 4000                                            | 20                                              | 6                                               | 84                                              |

## Veszteségek

Katonai és polgári áldozatok (sok civil halálát okozta a spanyolnátha és az éhínség)

Az első világháború közel 10 millió ember halálát és mintegy 20 millió sebesültet hozott magával. A legnagyobb veszteséget a Monarchia szenvedte el. A halálozások miatt rengeteg család csonka lett, az árvák és az özvegyek számáról még becsült számok sincsenek.
1927-ben a Hadtörténelmi Levéltár munkatársai megpróbálták felbecsülni a Szent Korona országainak emberveszteségét. E szerint a számadatok a következőképpen alakultak: az 5,5 millió hadköteles személyből 3 581 000 katona vonult be, ebből 524 ezer épségben hazatért, 833 ezer fogságba esett. 1 492 000 katona sebesült meg és 530 965 személy halt hősi halált. A háború végén 15 hadosztály maradt harcképes, amelyeket Károlyiék szélnek eresztettek. Más források szerint 660 821 fő halt meg.
A háború utolsó évében a spanyolnátha okozta a legnagyobb veszteségeket. Ez az Amerikából induló járvány gyorsan végigsöpört a világon. Legkevesebb 25 millió, de akár 40–50 millió áldozata is volt. A 21. században kiderítették, hogy a spanyolnátha és a madárinfluenza kórokozójának genetikája nagyon hasonló.
Az első világháború első áldozata magyar honvéd volt, az abádszalóki Kovács Pál, akit Zimonynál, a Száva partján lőttek le a szerbek. Az utolsó áldozat az amerikai Henry Gunther volt, akit egy perccel "11 óra" előtt (Compiègne-i fegyverszünet (1918)) lőttek le. Azonban a háború vége után is haltak meg sebesült katonák a kórházakban.
A világháború teljes vesztesége:
| Ország                     | Mozgósítottak száma (fő) | Elesett (fő) | Sebesült (fő) | Hadifogoly és eltűnt (fő) | Összes áldozat (fő) | Mozgósítottak veszteségrátája (%) |
| -------------------------- | ------------------------ | ------------ | ------------- | ------------------------- | ------------------- | --------------------------------- |
| Oroszország                | 12 millió                | 1,7 millió   | 4,9 millió    | 2,5 millió                | 9,15 millió         | 76,3                              |
| Franciaország              | 8,4 millió               | 1,3 millió   | 4,2 millió    | 537 000                   | 6,1 millió          | 73,3                              |
| Brit Birodalom             | 8,9 millió               | 908 000      | 2 millió      | 191 000                   | 3,1 millió          | 35,8                              |
| Olaszország                | 5,5 millió               | 650 000      | 947 000       | 600 000                   | 2,1 millió          | 39                                |
| Amerikai Egyesült Államok  | 4,3 millió               | 126 000      | 234 000       | 4500                      | 350 000             | 8                                 |
| Japán                      | 800 000                  | 300          | 900           | 3                         | 1210                | 0,2                               |
| Románia                    | 750 000                  | 335 000      | 120 000       | 80 000                    | 535 000             | 71                                |
| Szerbia                    | 700 000                  | 45 000       | 133 000       | 153 000                   | 331 000             | 47                                |
| Belgium                    | 267 000                  | 13 800       | 45 000        | 34 500                    | 93 000              | 35                                |
| Görögország                | 230 000                  | 5000         | 21 000        | 1000                      | 27 000              | 12                                |
| Portugália                 | 100 000                  | 7222         | 13 700        | 12 000                    | 33 000              | 33                                |
| Antant összesen            | 42 millió                | 5 millió     | 13 millió     | 4 millió                  | 22 millió           | 52                                |
| Németország                | 11 millió                | 1,7 millió   | 4,2 millió    | 1,1 millió                | 7,1 millió          | 65                                |
| Osztrák–Magyar Monarchia   | 7,8 millió               | 1,2 millió   | 3,6 millió    | 2,2 millió                | 7 millió            | 90                                |
| Törökország                | 2,8 millió               | 325 000      | 400 000       | 250 000                   | 975 000             | 34                                |
| Bulgária                   | 1,2 millió               | 87 000       | 152 000       | 27 000                    | 266 000             | 22                                |
| Központi hatalmak összesen | 22,8 millió              | 3,3 millió   | 8,3 millió    | 3,6 millió                | 15 millió           | 67                                |
| Teljes veszteség           | 65 millió                | 8,5 millió   | 21 millió     | 7,7 millió                | 37 millió           | 57                                |

## Békekötések
Oroszország politikai válsága miatt az új bolsevik kormány békekötésre törekedett a németekkel. Első lépésben 1917. december 15-én megkötötték a breszti fegyverszünetet. A tárgyalások után 1918. március 3-án megkötötték breszt-litovszki békét. Bár Oroszország az antant oldalán harcolt, mégis az első világháború legnagyobb veszteseként fejezte azt be. A békében az oroszoknak el kellett ismerniük Finnország, Lengyelország és Ukrajna függetlenségét, elvesztette a Baltikumot, Fehéroroszország és Ukrajna egy részét, a birodalom szénbányáinak 90%-át. A finn, balti és ukrán területeken német és osztrák–magyar bábállamokat kívántak létrehozni, ugyanakkor a központi hatalmak háborús veresége után, november 13-án a bolsevik vezetés érvénytelennek nyilvánította a béke rendelkezéseit.
1918 őszén a központi hatalmak sorra fegyverszünetet kértek: szeptember 29-én Bulgária, október 30-án Törökország, november 3-án a Monarchia, november 11-én Németország. 1918. november 11-én Németországgal a compiégne-i erdőben egy vasúti kocsiban írták alá a fegyverletételt. Ez a compiègne-i vagon adott helyet később a második világháború idején, 1940-ben a francia kapituláció aláírásának is.
1919. január 18-án sor került a párizsi békekonferencia megnyitására.
A szövetségesek és a központi hatalmak formálisan még hónapokig hadiállapotban álltak egymással, mivel a Párizs környéki békeszerződéseket csak 1919–1920-ban írták alá. Elsőként, 1919. június 28-án Németország képviselői aláírták a versailles-i békeszerződést. Elzászt és Lotaringiát visszacsatolták Franciaországhoz, a Saar-vidéket 15 évre a Népszövetség irányítása alá helyezték, az ottani bányákat pedig francia tulajdonba helyezték. Nyugat-Poroszország Lengyelország része lett, kisebb területeket kapott Litvánia, Dánia és Belgium. A német gyarmatokat felosztották az antant országai között. Hadisarcként nyersanyagot kellett szállítani a győzteseknek, meg kellett szüntetni a hadkötelezettséget, a hadsereg maximális létszáma 100 000 fő lehetett, megtiltották Ausztria és Németország egyesülését.

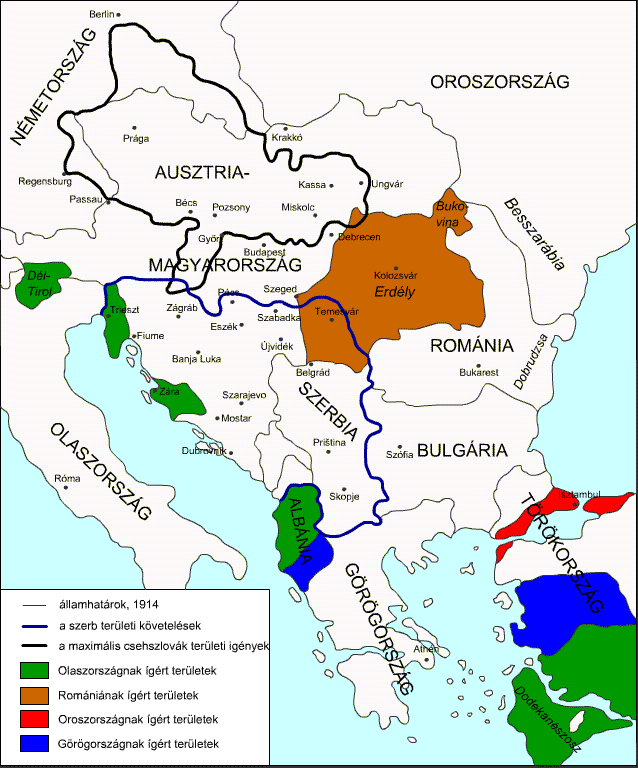
Az antant ígéretei és az antant szövetségeseinek területi követelései Kelet-Közép-Európában

1919. szeptember 10-én írták alá a saint-germaini békeszerződést Ausztriával. Ausztriának át kellett engednie Dél-Tirolt és az Isztriai-félszigetet Olaszországnak, Galíciát Lengyelországnak, Bukovinát Romániának, Dél-Stájerországot az új délszláv államnak, a létrejövő Csehszlovákiának a cseh és morva területeket. Ausztria a békeszerződéssel megszerezte a nyugat-magyarországi területeket, amelyen létrehozták a Burgenland tartományt. Az ország katonaságát 30 000 főben maximálták, és nem rendelkezhetett modern fegyverekkel (pl. harci repülő).
A neuillyi békét 1919. november 27-én írták alá Bulgária képviselőivel. Ebben rögzítették, hogy Dél-Dobrudzsát át kell adnia Romániának, Nyugat-Trákiát Görögországnak, a Szerb-Horvát-Szlovén Királyságnak pedig kisebb határ menti területeket. El kellett törölnie a hadkötelezettséget, és maximum 20 000 katonája lehetett az országnak. 2,25 milliárd aranyfrank hadisarcot kellett fizetnie, ezenfelül Görögországnak, Romániának és a délszláv államnak 50 000 tonna kőszenet és 70 000 szarvasmarhát kellett átadnia.
1920. június 4-én kötötték meg versailles-i Nagy Trianon kastélyban a trianoni békeszerződést Magyarországgal. Magyarországnak át kellett adnia Romániának Erdélyt és a Partiumot, a délszláv államnak a Délvidéket, Csehszlovákiának a Felvidéket és Kárpátalját, a saint-germaini békeszerződésben meghatározott területeket pedig Ausztriának. Kisebb magyar területeket kapott Lengyelország és Olaszország is. Ezenfelül a katonaság létszámát 35 000 főben maximálták, továbbá jelentős hadisarcot kellett fizetnie. Nem gyárthatott és nem vásárolhatott tankokat, repülőgépeket és hadihajókat.
Az Oszmán Birodalommal 1920. augusztus 10-én írták alá a sèvres-i békeszerződést, amelyben rögzítették, hogy Törökország Anatólia felét átadja Görögországnak, arab területei pedig Franciaország és az Egyesült Királyság mandátumterületei lettek. A Török Birodalom felbomlása és a török függetlenségi háború kirobbanása miatt azonban nem tudták ratifikálni a szerződést. Az antanthatalmak a háború után új tárgyalásokat kezdtek a törökökkel, ennek következtében 1923. július 4-én írták alá a lausanne-i békeszerződést. A békeszerződés szerint egész Anatólia török fennhatóság alatt maradt, továbbá megtarthatta Kelet-Trákiát is, viszont le kellett mondaniuk az arab területekről.

## Következmények

### Közvetlen
1918 őszén Magyarországon, majd a Német Birodalomban is forradalmak robbantak ki, majd mindkét császárság megbukott, új rendszerek jöttek létre. Magyarországon a világháború utáni problémákat egyik kormány sem tudta orvosolni, majd 1919. március 21-én kikiáltották a Magyarországi Tanácsköztársaságot. Az antant csapatai augusztus elején elfoglalták Budapestet, amit csak Horthy Miklós hatalomra kerülése után hagytak el. A Horthy-korszak alatt stabilizálódott a politikai helyzet, amelynek köszönhetően megköthették a trianoni békeszerződést. Németországban a császár lemondása után a kommunisták és a szocialisták együtt kívánták átvenni a hatalmat. Végül egy koalíciós kormány alakult, a Népmegbízottak Tanácsa. A tanácsnak meg kellett küzdenie a belső és külső fenyegetettségekkel, meg kellett szerveznie a parlamenti választásokat. 1918. december 16-án az Általános Német Tanácskongresszuson döntöttek a választások megszervezéséről, és 1919 februárjában összeült a népgyűlés, ahol kihirdették a köztársaságot.
Az első világháború végén létrejött új államok határai bizonytalanok voltak, a békekonferencia még nem ült össze, ennek következtében számos kisebb katonai konfliktus zajlott le Közép-Európában. Lengyelország három szomszédjával is háborút vívott. A csehszlovákok a szénlelőhelyek miatt 1919. január 23-án megtámadták Lengyelországot. A csehszlovák–lengyel háború egy hét után lengyel vereséggel ért végett, és Cieszyn városát felosztották a két ország között. A végleges határvonalat a Párizs környéki békeszerződésekben rögzítették. Az új lengyel állam szinte ezzel egy időben a szovjetek ellen is hadba szállt. A két évig tartó háborút végül egyik fél sem nyerte meg, a rigai békével zárultak le a harcok.
A békekonferencia elején az amerikai Wilson elnök javaslatára 1919. június 28-án létrehozták a Nemzetek Szövetségét, vagy más néven a Népszövetséget. A szövetség célja a jövőbeli konfliktusok megakadályozása volt, de már az 1930-as években kudarcba fulladt ez a törekvés. A szervezet székhelye Genfben volt, minden tagnak egy szavazati joga volt, a szervezet vezető szerve a titkárság, élén a főtitkár állt. A békekonferencián formálisán német és török területeket helyeztek a Népszövetség mandátuma alá. Gyakorlatilag Franciaország és az Egyesült Királyság új gyarmatokat szerzett a Közel-Keleten és Afrikában.
A világgazdaságban is változásokat hozott az első világháború. A háború végén a világ pénzügyi központja Londonból New Yorkba költözött. Japán a Csendes-óceánon kiterjesztette kereskedelmi hatalmát, Argentína és Brazília betörtek az európai piacokra.
A világháború borzalmait túlélő katonák némelyikén megjelentek a poszttraumás stressz zavar tünetei: folyamatos rángatózás, beszédzavar, szorongás. Ezt tüzérségi sokknak is nevezik. Kezdetben nem ismerték el ezeket a tüneteket betegségnek, hanem gyávasággal és dezertálással vádolták az ilyen kórban szenvedő katonát. Ez 1917-től változott meg, amikor pihentették és elektrosokk-terápiával kezelték őket.

### Közvetett
Az első világháború következtében drámaian megváltozott Közép- és Kelet-Európa térképe. A meggyengült német és orosz nagyhatalmak között több független állam alakult, többségük, vagyis Lengyelország és a kisantant-államok a francia politika szövetségesének számítottak, azonban az Osztrák–Magyar Monarchia 1918-as felbomlása után nem akadt olyan hatalmi tényező, amely a német vagy az orosz (később szovjet) törekvéseket ellensúlyozta volna. Mivel az első világháborút követő forradalmi években a bolsevik típusú hatalomátvétel Oroszországon kívül kudarcot vallott, mintegy válaszként több ország közvéleménye jobbra tolódott. A húszas évek végétől és a harmincas évek elejétől kezdve a térség politikai és gazdasági válsággal sújtott országai sorra autoriterré váltak: vagy egyszemélyes, monarchikus diktatúrává (Jugoszlávia, Románia és Bulgária esetében ún. királydiktatúrává), vagy mérsékelten tekintélyelvű rendszerré (pl. Lengyelország).
Bár a pacifizmusnak rengeteg támogatója akadt, ugyanakkor több, a vesztes oldalon álló, valamint a világgazdasági válságban jelentősen meggyengült országban irredenta és revíziós irányzatokat képviselő pártok kerültek hatalmi pozícióba, élükön diktátorként viselkedő vezetőkkel. Ők kedvük szerint befolyásolhatták népüket, ellenőrzésük alá vonták a médiát és elhitették országuk lakóival, hogy talpra állítják meggyengült országukat.

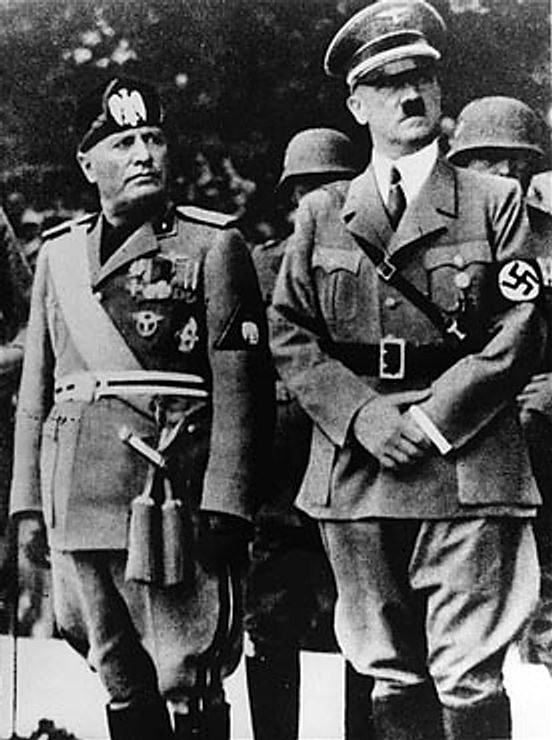
Benito Mussolini és Adolf Hitler

Az első ilyen diktátor a 20. század történetében az olasz Benito Mussolini volt. Noha Olaszország a győztes oldalon állt az első világháborúban, más győztesekhez képest viszonylag keveset nyert, és az olasz államhatalmat az 1920-as években jelentősen gyengítették a folyamatos sztrájkok. Mussolini 1922-ben került hatalomra, a Nemzeti Fasiszta Párt elnökeként. Megígérte, hogy helyreállítja a rendet Olaszországban, és országát az „új Római Birodalommá” akarta fejleszteni. A média befolyásolásával és az ellenzék elfojtásával azt a látszatot keltette, hogy Olaszország fellendülőben van, pedig a tények mást mutattak. A diktátor kezdetben ellenségesen viszonyult a németekhez: 1934. július 25-ét követően, az ausztriai német puccskísérlet idején az olaszok csapatokat vonultattak föl a Brenner-hágón és Dél-Tirolban, így háborús fenyegetéssel ugyan, de egy időre megakadályozták Ausztria Németországhoz csatolását. Az évtized közepén azonban az olaszok fokozatosan közeledtek a németekhez, és 1936-ban Mussolini bejelentette a Berlin–Róma tengely létrejöttét. Egy évvel később pedig csatlakoztak ahhoz antikomintern paktumhoz, amelyet 1936-ban kötött meg Japán és Németország.
Az első világháborút lezáró versailles-i béke rendkívül szigorú feltételei (területek elcsatolása, jóvátételi kötelezettség) és a nagy gazdasági világválság hozzájárult ahhoz, hogy az Adolf Hitler vezette Nemzetiszocialista Német Munkáspárt 1933-ban hatalomra jutott Németországban. Németország is romokban hevert a háború után: óriási infláció sújtotta az országot és a munkanélküliség soha nem látott méreteket öltött. Hitler, a korábbi első világháborús veterán a nemzetiszocialista párt élén került hatalomra 1933-ban, rögtön elkezdve a Harmadik Birodalom felépítését. 1934-ben Hindenburg elnök halálával Hitleré lett a köztársasági elnöki cím is, aki nemsokára összevonta azt a kancellári szerepkörrel, ezzel ő lett a „Führer” (Vezér), hamarosan totális diktatúrát építve ki. Külpolitikájának deklarált célja volt a német lakta területek egyesítése, illetve a keleti irányú területszerzés a „Lebensraum im Osten”. Így 1935-ben felmondta a békeszerződés által előírt katonai korlátozásokat, és gyors fegyverkezésbe kezdett. 1936. március 17-én Németország csapatai a locarnói egyezményt felrúgva bevonultak az addig demilitarizált Ruhr-vidékre.
Az első világháború következményeként Oroszország kiesett a nagyhatalmak sorából. A bolsevik hatalomátvétel és a vele járó polgárháború óriási veszteségekkel járt, egyesek 13 millióra teszik a szocialista rend felépítésével járó emberveszteséget. A Szovjetunióban 1924-ben, Lenin halála után Sztálin vette át a hatalmat. Mivel ez a térség nyersanyagban gazdag, de iparilag és gazdaságilag is elmaradott volt, nagyszabású ipari beruházásokkal, erőltetett ütemben, javarészt a falusi parasztság rovására hajtottak végre fejlesztéseket. Ezeknek a beruházásoknak köszönhetően a 20. század közepére a Szovjetunió jelentős ipari–gazdasági nagyhatalommá fejlődött. A második világháború során a sztálini diktatúra 1941-től került a nyugati szövetségesekkel egy oldalra, de néhány dologban emlékeztetett Hitler nemzetiszocialista Harmadik Birodalmára: Sztálin is bebörtönöztette és kivégeztette valós vagy vélt ellenségeit, köztük a Vörös Hadsereg számos tisztjét, és ugyanúgy koncentrációs és munkatáborok hálózatát (Gulag) tartotta fenn. A sztálinizmus megítélése, a lenini politikához való viszonya, a nemzetiszocializmussal való párhuzamba állítása ugyanakkor mai napig történészviták tárgya.

## Háborús propaganda

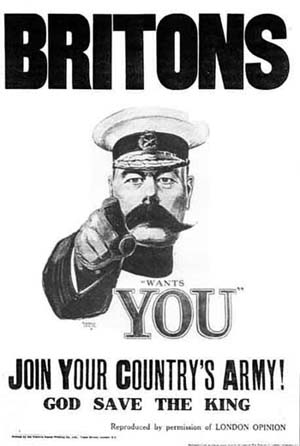
Toborzóplakát Herbert Kitchenerrel

A modern propaganda fontos állomásának tekinthetjük az első világháborút. Az első totális háborúban – melyet állampolgárok tömegeinek frontra vezénylése, a rendkívül súlyos harctéri veszteségek és a hadigazdálkodásra kényszerített hátország jellemzett – mindkét katonai tömb fontos feladatnak tartotta a katonák és a civilek meggyőzését a háború jogosságáról. A propagandát külön intézmények gyártották a kormány és a vezérkar megbízásából.
A Német Császársággal szembeni ellenérzések már az első világháború előtt is meghatározóak voltak a brit közéletben. George Tomkyns Chesney A dorkingi csata című, 1871 májusában megjelent népszerű regénye például egy Dél-Anglia elleni német inváziót vizionált. Míg a Brit Birodalomban a németellenesség felváltotta a több évszázados franciaellenességet (elsősorban Németország gazdasági potenciáljától és flottafejlesztéstől tartottak), addig Franciaország az 1870–1871-es vereség óta Berlint tartotta legfőbb riválisának.

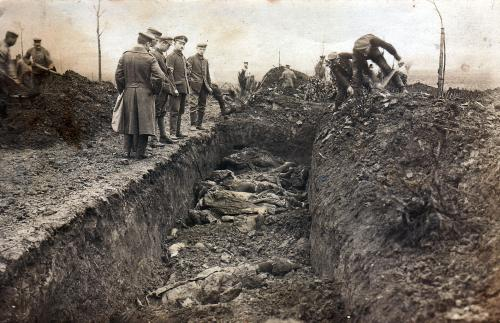
Egy tömegsír 1917-ben Vimynél, német tisztekkel

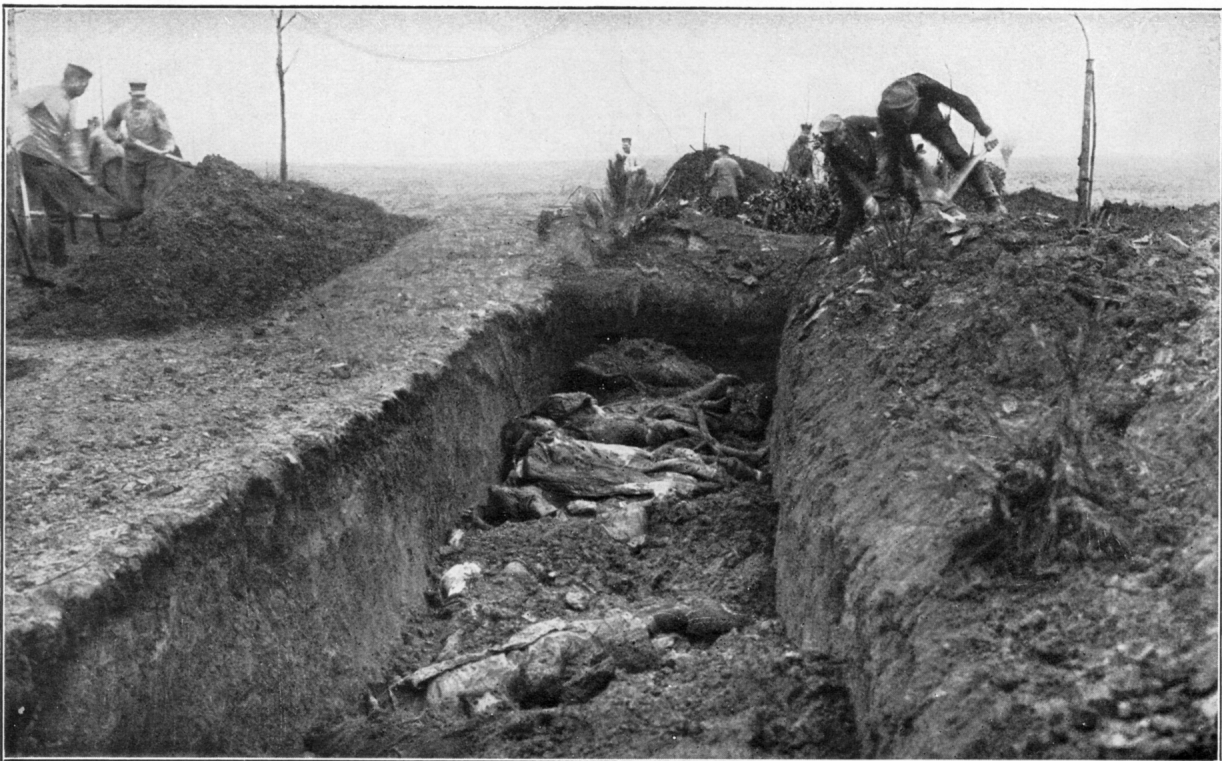
Retusált kép a német tisztek nélkül

Az antant háborús propagandájának központi motívuma „Belgium megerőszakolása” volt, amely a semleges országok szimpátiájának megnyerését szolgálta. A szövetségesek propagandistái által terjesztett rémtörténetek közül egyeseknek feltehetően semmi alapja sem volt, de egyes becslések alapján 6500 francia és belga civil halt meg a német atrocitások következtében.
Szintén az első világháború alatt, 1917 áprilisában a The Times azt állította, hogy a németek megfőzik halott katonáik testét, és szappant és egyéb termékeket készítenek belőle. 1925-ben Austen Chamberlain akkori brit külügyi államtitkár elismerte, hogy a „tetemgyár” története hazugság volt. A központi hatalmak atrocitásaira építő első világháborús brit propaganda mozgósító erejét mutatta, hogy később a nácik sok brit propagandatechnikát alkalmaztak.
Bár a németekénél csekélyebb számban, de több esetben kapott sajtónyilvánosságot az osztrák–magyar alakulatok kivégzéseinek említése. Az osztrák–magyar propaganda középpontjában az orosz hadsereg által elkövetett atrocitások álltak. A Monarchia zsidó lakossága hasznosnak találta a pogromokat szervező és végrehajtó Orosz Birodalommal való leszámolást, majd elképzeléseik megerősítést nyertek az oroszok erőszakos galíciai viselkedésével.
A német és az antant propagandája abban különbözött, hogy a németek a plakátjaikkal meg akarták mutatni a népnek, hogy ők a kultúrnemzet, és ez a háború jogos. Az antant pedig a német brutalitásra helyezte a hangsúlyt.
A német propagandában megjelent a két közép-európai birodalom, a Német Császárság és a Monarchia történelmi-kulturális rokonsága. Szekfű Gyula a Német Császárság megrendelésére íródott, Der Staat Ungarn c. művében lándzsát tört a „germán-keresztény kultúrkör” mellett.

## Jellemző hadviselési módok

Brit lövészárok az Albert–Bapaume út közelében Ovillers-la-Boisselle-ben, 1916 júliusában, a somme-i csata alatt. A Cheshire Ezredhez tartozó őrszem körül pihenő bajtársai láthatók

A lövészárok-hadviselés az első világháború egyik elterjedt védekező hadviselési formája volt, amikor a küzdő felek megerősített pozíciókat, egymással összekapcsolt lövészárkok bonyolult rendszerét építik ki, illetve kísérleteket tesznek az ilyen védelmi rendszerek leküzdésére. A „senki földje” egyes helyeken 20 méter volt, de olyan szakasz is, ahol 1,5–2 km széles is volt. A nyirkos árkok miatt rengeteg áldozatot szedett az úgynevezett lövészárokláb, amely üszkösödéssel járt, és sokszor amputációhoz vezetett. A lövészárkokat a senki földjétől a fejmagasságú szögesdrótok választották el. A tüzérség ennek elpusztítására törekedett, hogy aztán a gyalogság megtámadhassa az ellenséget. A keleti, az afrikai és a közel-keleti frontokon viszont nem alakult ki ez a hadviselési forma.

### Jellemző fegyverzeti eszközök
A tengereken dreadnought-típusú csatahajók voltak a nagy csaták fő szereplői. Erre a típusra a nagy lövegek és az erős tüzérség volt a jellemző. Négy hajócsavarral és hatalmas gőzturbinákkal látták el.
A géppuskák az első világháborúban jelentős szerepet kaptak, így több típusa is megjelent. A leggyakrabban használt géppuskák: Maschinengewehr 08 vagy röviden MG 08, amelyet a német hadseregben rendszeresítettek először, a háború elején 12 000 darab állt rendelkezésre. A háború során több ezer darabot gyártottak havonta. A britek a Vickers géppuskát használták, amely akár 20 kilogrammot is nyomott, és hat fő kellett a működtetéséhez. Emiatt később áttértek a Lewis géppuskára, amely csak 12 kilogramm volt. Létezett egy 9 kilogrammos változata is, amit a repülőgépekre szereltek fel.
A világháború egyik legismertebb repülőgépe a Fokker Dreidecker I, vagy röviden a Fokker Dr.I, amelynek egyik darabját a Vörös Báró is vezette. A háromfedeles, együléses gépek 1917 augusztusában álltak először szolgálatba. Ennek a típusnak az előfutára a Sopwith Triplane, amit 1916-ban fejlesztettek ki, és az első háromfedeles gép volt. A világ első négymotoros bombázógépe a Szikorszkij Ilja Muromec volt, ami először 1914 januárjában szállt fel. A háború során többféle elrendezésben vetették be, de jellemzően 800 kilogramm bombát és kilenc géppuskát helyeztek el benne. A világháború egyik legismertebb bombázója a Gotha G V, amelyet a németek rendszeresítettek. A repülőgépet két géppuskával és 300–500 kg bombával látták el.
A harckocsikat a háború alatt a britek fejlesztették ki, és a nyugati fronton 1916-ban jelentek meg. A brit Mark típusú harckocsicsaládból a Mark IV-ből készítették a legtöbbet, 1220 darabot. A harckocsi elődeihez hasonlóan rombusz alakú volt a lövészárkok átjárhatósága miatt, sebessége 6,4 kilométer/óra volt. A franciák egy évvel később építették meg a Renault FT típust, amely kétfős személyzettel és forgó lőtoronnyal rendelkezett.

## Katonai újítások

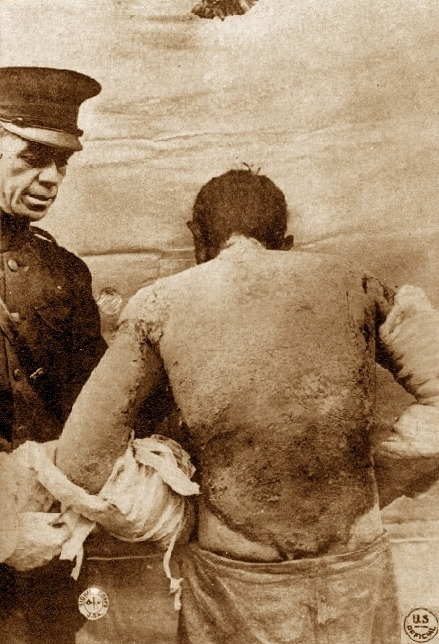
Mustárgáztól megsérült gyalogos katona

Az első világháborúban a lövészárok-hadviselés következtében olyan fegyverzetre volt szükség, ami át tudja törni az ellenség vonalait. Brit és francia mérnökök külön-külön mezőgazdasági gépek módosításával próbálkoztak, így született meg az első harckocsi prototípusa, a Little Willie. 1915. szeptember 16-án vetették be először a somme-i csata során. A britek tartálynak (angolul: tank) nevezték biztonsági okokból. Ekkoriban csak a gyalogos csapatok támogatására használták, csak a második világháborúban kezdték el használni önálló fegyvernemként.
Az 1899-es hágai konvenció megtiltotta a fojtó gázok használatát, mégis az első világháborúban többfélét bevetettek mindkét oldalon. Az első nagy mérges gáz-támadás 1915. április 22-én volt a második ypres-i csata során. A tüzérségi támadás után zöldessárga gázfelhő közelítette meg az antant vonalakat, ahol hatalmas pusztítást okozott. Ekkor klór hatóanyagú gázt alkalmaztak, később viszont a foszgént, majd 1917-től a mustárgázt használták a frontokon. A hatása azonban nem érte el a hozzá fűzött reményeket, a csapatok különböző védőfelszereléseket fejlesztettek ki, amelyek jelentősen csökkentették a harci gázok pusztító hatását.
Az aknavetőt az 1900-as évek elején fejlesztették ki, amely a mozsárágyú lekicsinyített változata. A németek a háború elején három méretben gyártották: 7,6 cm, 17 cm, 25 cm méretben. A britek az 1915-ben kifejlesztett Stokes aknavetőt rendszeresítették.

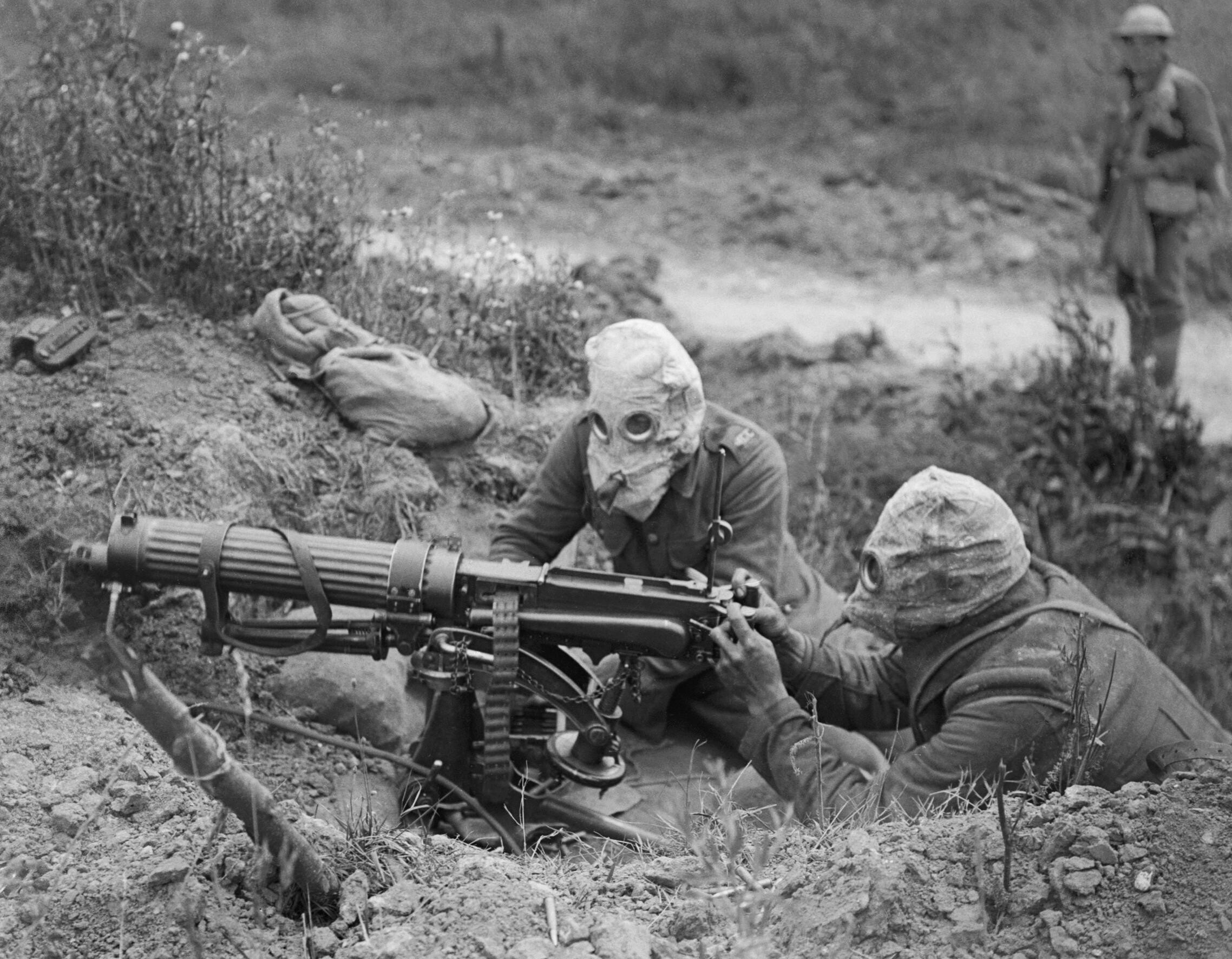
Brit Vickers géppuskát kezelő katonák gázálarcban 1916-ban Ovillers mellett

A géppuskát Hiram Stevens Maxim amerikai mérnök találta fel 1884-ben. A kezdeti években sem a britek, sem a franciák nem tartottak igényt az olajhűtéses fegyverre. A géppuska működése azon az elven működött, hogy a fegyver elsütésekor a keletkezett gázt használta újratöltésre. A németek azonban lelkesek voltak az ötletért, ezért 1914 augusztusáig 12 000, majd 100 000 darabot vásároltak (Maschinengewehr 08). A fegyver ekkoriban nagyon nehéz volt, ezért állványra szerelték, és 4–6 fős személyzet kellett a működtetéséhez. 1918-ban kifejlesztették a Bergmann MP18 géppisztolyt, amit már egy katona is elbírt. A repülőgépeknél 1915-től kezdték el használni a géppuskákat, de az sokszor a légcsavart találta el, ezért Anthony Fokker kifejlesztett egy megszakítót, ami csak akkor tüzelt, ha a légcsavar olyan helyzetben volt, hogy nem akadályozta a lövedék útját. Ezzel megszületett a szinkron géppuska.
A kézigránát is létezett már az első világháború előtt, de itt tudták a leginkább használni a lövészárok-hadviselés sajátosságai miatt, ugyanis a szuronyokkal, puskákkal nem tudták elérni mindig a közeli célt, a kézigránátot pedig az időzítő segítségével szabályozni is tudták. Létezett olyan fajtája is, amely a becsapódáskor robbant fel. Mindkét esetben egy tű kihúzásával élesítették a fegyvert.
A lángszóró több ezer éves fegyver, de a modern lángszórót az első világháborúban 1915. július 30-án használták először a németek. Ez az egyemberes fegyver egy gázpalackból és egy hosszú csőből áll, és 18 méter volt a hatósugara a háború idején. A legelterjedtebb típusa a háború elején a Flammenwerfer M.16 volt. A franciák és a britek is kifejlesztették saját lángszóró típusaikat, de elhanyagolható mennyiségben gyártottak belőlük.
A világháborúban kevésbé elterjedt újítások is történtek. A britek ejtőernyővel dobtak le postagalambokat belga és francia városokra, majd a helyi lakosok hadászati adatokat írtak kis papírokra, amikkel végül a galamb visszarepült a galambdúcokba. Ezt a módszert a németek később kifigyelték, majd kémkedésre használták. A németek kémgalambokat alkalmaztak, amelyek egy fényképezőgéppel az ellenséges vonalak fölé repülve a németek számára fontos képeket készítettek.

## Háborús bűntettek
A háborús bűncselekmény nemzetközi jogi definiálása az 1899–1907. közötti hágai egyezményekben lett rögzítve, de előtte is ismertek voltak önálló, egymástól eltérő jogi fogalmak. Az első világháborút joggal tartják az első totális háborúnak, amely túllépett a 19. századi jogi normákon: a legtöbb hadviselő fél már a háborúba lépésekor internálta az ellenséges államhoz tartozó polgárokat és elkobozta vagyonukat, a hátországot a hadigazdaság szolgálatába állították, illetve tömegpusztító fegyvereket vetettek be a frontokon (harci gáz). A civilek elleni atrocitások ugyanakkor a Oszmán Birodalomban végrehajtott mészárlások kivételével korlátozottak voltak.
A keleti fronton két hullámban került sor orosz atrocitásokra. A galíciai és kelet-poroszországi betörések fosztogatásokkal és civilek elleni akciókkal jártak, de ez eltörpült az 1915-ös gorlicei áttörést követő visszavonulás eseményei mellett. Ekkor a kelet-galíciai orosz katonai közigazgatás lengyelek, zsidók és németek ezreit (egyes források szerint százezreit) deportálta. Az 1916-os erdélyi román betöréskor is zajlottak atrocitások. A román katonaság általában fegyelmezetten viselkedett az elfoglalt területeken, de az utánuk érkező félkatonai alakulatok kegyetlenkedtek, gyújtogattak és fosztogattak. Többek között szinte teljesen felégették Csíkszeredát és súlyos károkat okoztak Brassóban. Az Erdélyből kiszorított román hadsereg több ezer magyar túszt hurcolt magával.

George Bellows A németek érkezése című festménye, amelyen a németek atrocitásait ábrázolja a festő

Az 1914–1918 között német megszállás alatt álló Belgiumban zajló vagy feltételezett eseményeknek kiemelt szerepe volt az antant propagandájában. A polgári lakosság összes veszteségei meghaladták a 92 000 főt, amelynek elsődleges oka a háború alatt kitört éhínség, illetve a háború után a spanyolnátha. Ugyanakkor a katonaság több helyen fellépett a lakosság ellen, melyeknek körülményei a mai napig vitatottak (az akkor érvényben lévő nemzetközi jog normáinak megfelelően a németeknek joguk volt a polgári ruhás ellenállókat kivégezni). Egyes források szerint németek élő pajzsként is használták a lakosságot; a német megtorlás egyik példája Leuven, ahol a városban eldördülő lövésekre válaszul kivégeztek 218 leuveni polgárt, leégettek hat lakóházat és a leuveni egyetem híres könyvtárát.
Az ifjútörök kormány uralma alatt 1915 és 1917 között zajló örmény népirtás során tudományos körökben elfogadott nézet szerint 600–800 ezren vesztették életüket. Erre széles körben úgy tekintenek, mint az egyik első modern, szisztematikus népirtásra.
Észak-Mezopotámia (Tur Abdin és Sziirt régiók), a mai Északkelet-Törökország (Hakkari és Van tartományok) és a mai Irán Urmia tartományának asszír lakossága ellen szintén a törökök követtek el népirtást. A kínzások és kivégzések során becslések szerint mintegy 275 000 ember (köztük nők, öregek és gyerekek) vesztette életét.
A Llandovery Castle kórházhajó azzal vált ismertté, hogy amikor a német tengeralattjáró 1918. június 27-én megtorpedózta, a menekülőket lemészárolták, egy csónakkal azonban sikerült néhány embernek elmenekülnie. Később a britek eljárást kezdeményeztek a német tengeralattjáró kapitánya, Helmut Patzig ellen, aki viszont megszökött.

### Felelősségre vonás

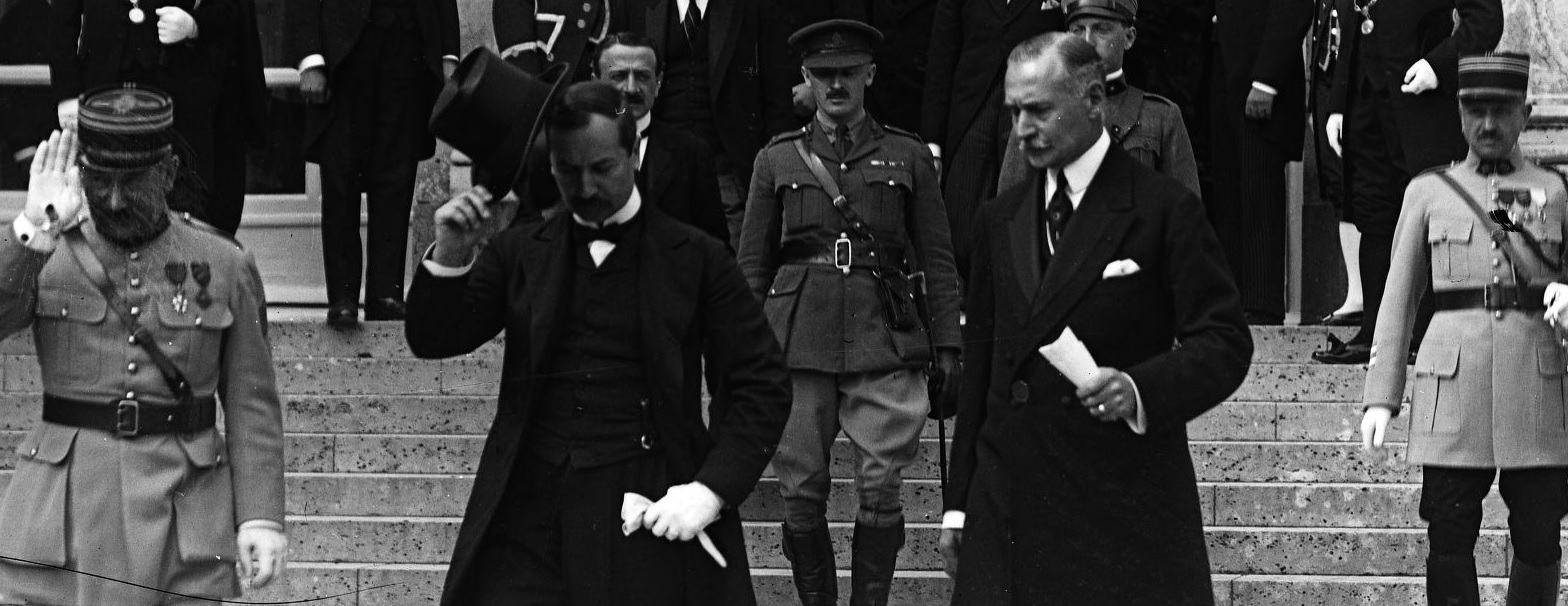
1920. június 4-én, néhány perccel a trianoni békeszerződés aláírása után Benárd Ágost küldöttségvezető (balra, cilinderrel a kezében) és Drasche-Lázár Alfréd rendkívüli követ, államtitkár (jobbra, fedetlen fővel) elhagyja a versailles-i Nagy Trianon kastélyt

A háborút megnyerő antanthatalmak képviselői a központi hatalmakat tekintették a háború egyedüli felelőseinek: így határozott a párizsi békekonferencia egyik albizottsága, és ez került bele a békeszerződések megszövegezésébe is (231. cikk). A győztes hatalmak körében politikai hívószóvá emelkedett II. Vilmos felelősségre vonásának követelése (hanging the Kaiser, azaz felakasztani a császárt), azonban a háború alatt semleges Hollandia megtagadta az általa befogadott egykori uralkodó kiadatását. Ha a legfelső vezetést nem is, a német szárazföldi haderő és haditengerészet több tisztjét elítélték az 1921-es lipcsei perek során.
Az ezzel kapcsolatos anomáliákra többen is rámutattak: a háborús bűnösök névsorát az antanthatalmak állították össze; olyan cselekményekért is felelősségre akarták vonni a központi hatalmakat, melyeket az antant is elkövetett (egyebek mellett a lángszóró használatáért), illetve a németeket és a magyarokat keményebben sújtotta az antant országok közvéleménye, mint a törököket.

## Az első világháború a művészetekben

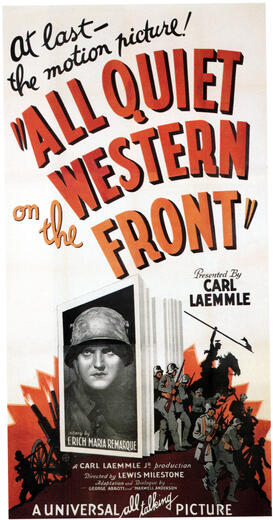
A Nyugaton a helyzet változatlan film plakátja

A Nagy Háború jelentős hatással volt a nemzetközi irodalomra és a képzőművészetre. A konfliktus megihletett számos verset és versgyűjteményt (többek között a brit Wilfred Owen és Isaac Rosenberg, az olasz Giuseppe Ungaretti versei), gyakran kritizálták a háborús propagandát, és főleg a katonák szenvedéseire koncentráltak. Henri Barbusse A tűz című regénye, amely 1916-ban jelent meg  a cenzúrától éles kritikát kapott a militarizmus és a háború borzalmainak bemutatása miatt. A regény még abban az évben elnyerte a Goncourt-díjat. A háború után több egykori katona és túlélő fogott tollat és írta le élményeit versben vagy prózában: Thomas Edward Lawrence, Robert Graves, Erich Maria Remarque, Ernest Hemingway. A kezdeti lelkesedést később a kiábrándulást, majd a pacifizmus váltotta fel a művekben. A katonák verseket küldtek a hátország újságjainak, amelyek, ha jónak tartották azt, megvették. Így tett Dr. John McCrae alezredes, aki I. Kanadai Gyalogos hadtestnél szolgált, és 1915. május 3-án megírta a Flandria mezején című versét.
A háború arra ösztönözte a propagandistákat, hogy ne csak a fronton filmezzenek és fényképezzenek, de a hátországban is dokumentálják a történteket. Tervezőirodákat létesítettek a plakátok és az illusztrációk elkészítéséhez. A britek a saját halott katonáikat nem ábrázolták gyakran, inkább a német veszteségeket mutatták be. A közvéleményt így is megosztották ezek a fényképek. A háború alatt az avantgárd irányzatokat részesítették előnyben a hagyományos irányzatokkal szemben. A szürrealista Paul Nash és a vorticista Wyndham Lewis a háború barbár természetét is az új irányzatokkal ábrázolta.
Az első világháború számos filmet inspirált. A háború alatt a hazafiasság, a bátorság volt a fő irányvonal propaganda céljából, míg a háború után a konfliktus alatt megélt borzalmak bemutatására törekedtek. A legnívósabb díjat, az Oscar-díjat a legjobb film kategóriájában az 1930-ban készült Nyugaton a helyzet változatlan című háborús film kapta meg. 1937-ben forgatták A nagy ábránd című filmet, amely 1958-ban felkerült a világ legjobb filmjeiként elismert Brüsszeli tizenkettő listájára.
Jaroslav Hašek cseh író a világégést egy bölcs–bolondos veterán, az átlagos korabeli kispolgárt megszemélyesítő Švejk szemén keresztül mutatta be a Švejk, egy derék katona kalandjai a világháborúban című szatirikus regényében.

### Magyar művészek

#### Líra
Ady Endre Emlékezés egy nyáréjszakára című verse – amelyet Ignotus Pál a „háború legnagyobb versének” nevezett – a háború kitörésének napját idézi fel apokaliptikus látomás formájában: azt a napot, amikor minden összeomlott, azt a napot, amikor baljós előjelek jelezték, hogy minden rosszra fordul majd.
A magyar irodalomban a harcokban részt vett művészek közül kiemelkedik a költő Gyóni Géza alakja, aki 1914 végén, a Przemyśl körüli harcok alatt írta meg híressé vált Csak egy éjszakára… című költeményét.
Babits Mihály 1916 márciusában papírra vetett és még ugyanazon hónapban a nyilvánosság előtt elszavalt Húsvét előtt című versében az elsők között fogalmazta meg békevágyát. Legendássá vált sorai: „Ó béke! béke! Legyen béke már! Legyen vége már!”
Ady Endre korszakos életművének utolsó darabja az 1918 végének vészterhes napjaiban írt Üdvözlet a győzőnek című költemény. Egyszersmind e vers zárja háborús verseinek sorát.
Noha a költő nem érte meg Trianont, nem tudhatta, hogy a „győző” mit fog tenni a háborús vérzivatarban alulmaradtakkal, a magyarság jövőjével kapcsolatos balsejtelmei prófétikusnak bizonyultak:
„Ne tapossatok rajta nagyon,
Ne tiporjatok rajta nagyon,
Vér-vesztes, szegény szép szivünkön.”

#### Próza
A nagy világégés idején haditudósítóként működő Móricz Zsigmond a Szegény emberek című novellájában (1916) leszámol azokkal a hazafias illúziókkal, amik két esztendővel azelőtt még őt is fűtötték. A főszereplő katona 26 hónapnyi háborús szolgálat után tér haza családjához és otthon mérhetetlen ínségben találja feleségét és három gyermekét. A fronton szerzett élményeit szabadságolása idején sem tudja kiűzni a fejéből, összekeverednek benne a háború és a béke örök szabályai. Adósságaik rendezése érdekében rablógyilkosságot követ el, s ennek során két kislányt is megöl. A rablógyilkosságot követő vízióiban a katonában feldereng, hogy az igazi háború nem is a nemzetek között dúl, hanem a szegények és a gazdagok közt. A Móricz-novella leghíresebb, sokat idézett mondata így hangzik: „nem a muszka van a másik parton... hanem a másik parton vannak a gazdagok.”
A háború hatására született meg Tersánszky Józsi Jenő Viszontlátásra, drága című regénye is. A mű tartalma az, hogy – mint azt Ady Endre a kritikájában megírja – „egy elszegényedett, érett, lengyel úri szűz ottreked Galíciában a Háború elején, s beteljesedik vele a végzet”, azaz prostituálódik.
Kuncz Aladár Fekete kolostora a háború alatti francia internálásának történetét mondja el, míg Markovits Rodion Szibériai garnizonja az orosz hadifogságban töltött időknek állít emléket.
Zilahy Lajos Két fogoly című – Jávor Pál és Bajor Gizi főszereplésével filmre is vitt – regénye a háború szerelmeket, családokat felbomlasztó hatását mutatja be.
Móra Ferenc: Ének a búzamezőkről című regénye szintén a háborúnak még az egyszerű, romlatlan lelkű emberek életét és értékrendjét is felforgató szörnyűségét állítja középpontba. A mű konfliktusa abból adódik, hogy az orosz fronton odaveszett Rókus bajtársa, Ferenc feleségül veszi az özvegyet, de egy, a múltból felsejlő szörnyű titok megmérgezi boldogságukat. Ferencet ugyanis gyötri az önvád, hogy ő okozta Rókus halálát, amikor Szibériában szökés közben az éhségtől hajtva kitépte a kezéből az utolsó szelet kenyeret. (Móra maga úgy fogalmaz, hogy főhősét, Ferencet az a sors fenyegeti, hogy „a háború után pusztul bele a háborúba”.)
Feltétlenül említést érdemel Ritoók Emmának a Történettudományi Intézet, a Magyar Történelmi Társulat és a Nemzetközi Magyarságtudományi Társaság közös kiadásában 2022-ben közrebocsátott, Évek és emberek című, szépirodalmi igénnyel megírt memoárja. A Ritoók-kötet annyiban unikális, hogy kiváló kor- és kórképet ad egy, az ún. úri középosztályhoz tartozó, nemesi származású, magasan kvalifikált nő gondolatvilágáról a Nagy Háború emberpróbáló éveiből. Az írás megismertet a háborús időknek a magyar társadalmat tévképzetekbe ringató, hazug propagandájával, s a bűnbakképzés folyamata is nyomon követhető benne, vagyis az az „ördögi kör”, amikor a hátország az élelmiszerhiányt, a magas inflációt, majd a későbbiekben a háborús vereséget megszenvedve egyre inkább a valósággal démonizált zsidókat kezdi okozni.  
Avigdor Hameiri magyar származású, Ódávidházán született izraeli regényíró, a héber szépirodalmi nyelv egyik megteremtője ugyan héberül írta az Osztrák–Magyar Monarchia hadseregének kötelékében, a keleti fronton harcoló zsidó tisztként szerzett benyomásait összegző, 1929-ben napvilágot látott A nagy őrület című önéletrajzi regényét, ám dokumentarista, leíró jellegű, ugyanakkor humorban gazdag művét a szakirodalom a magyar széppróza részeként (is) szokta tárgyalni. A szerző hatalmas életanyagot dolgozott bele, többek között azt a szomorú tapasztalatot, hogy hiába álltak helyt derekasan a zsidók a fronton, hősies magatartásukat a hadvezetés paradox módon úgy értékelte, hogy azzal nem-zsidó bajtársaik érdemeit kívánják kisebbíteni. Hameiri egyébként 1914-ben önként jelentkezett a Monarchia hadseregébe, és A nagy őrületben jól nyomon követhető, hogyan jutott el a háború kitörésének eufóriájától a vérontás teljes elutasításáig. A nagy őrület című regényt leginkább Remarque Nyugaton a helyzet változatlan című remekével szokták összehasonlítani.

#### Film
A Café Moszkva című Székely István-film (1933) azt az időszakot idézi fel, amikor a Nagy Háború során Lemberg a magyar csapatok kezére került. A korszak jeles színészei (Kiss Ferenc, Tőkés Anna, Csortos Gyula) főszereplésével készült film egy orosz tábornok feleségének és egy magyar tisztnek a románcát dolgozza fel. Az Alapfilmek portálon is hosszabb elemzésben bemutatott, a film noir hazai nyitányaként számon tartott alkotás nem a front borzalmait mutatja meg, hanem a háború által tönkretett emberek sorsán keresztül adja át nézőinek a maga mélyen humanista, háborúellenes üzenetét.
Móra Ferenc Ének a búzamezőkről című művét Szőts István filmesítette meg 1947-ben. Ugyanazokkal a főszereplőkkel dolgozott, mint az Emberek a havason című remekművében (Görbe János, Szellay Alice) – s az eredmény hasonló színvonalú lett. Az Ének a búzamezőkről filmváltozata a bűntudat és a remény filmje; egyszerre a lelkiismeret mardosását filmes eszközökkel megelevenítő súlyos pszichológiai dráma, izgalmas szerzői film és a látomásos népballada. A háború utáni újrakezdés ígéretét hordozza.

#### Képzőművészet

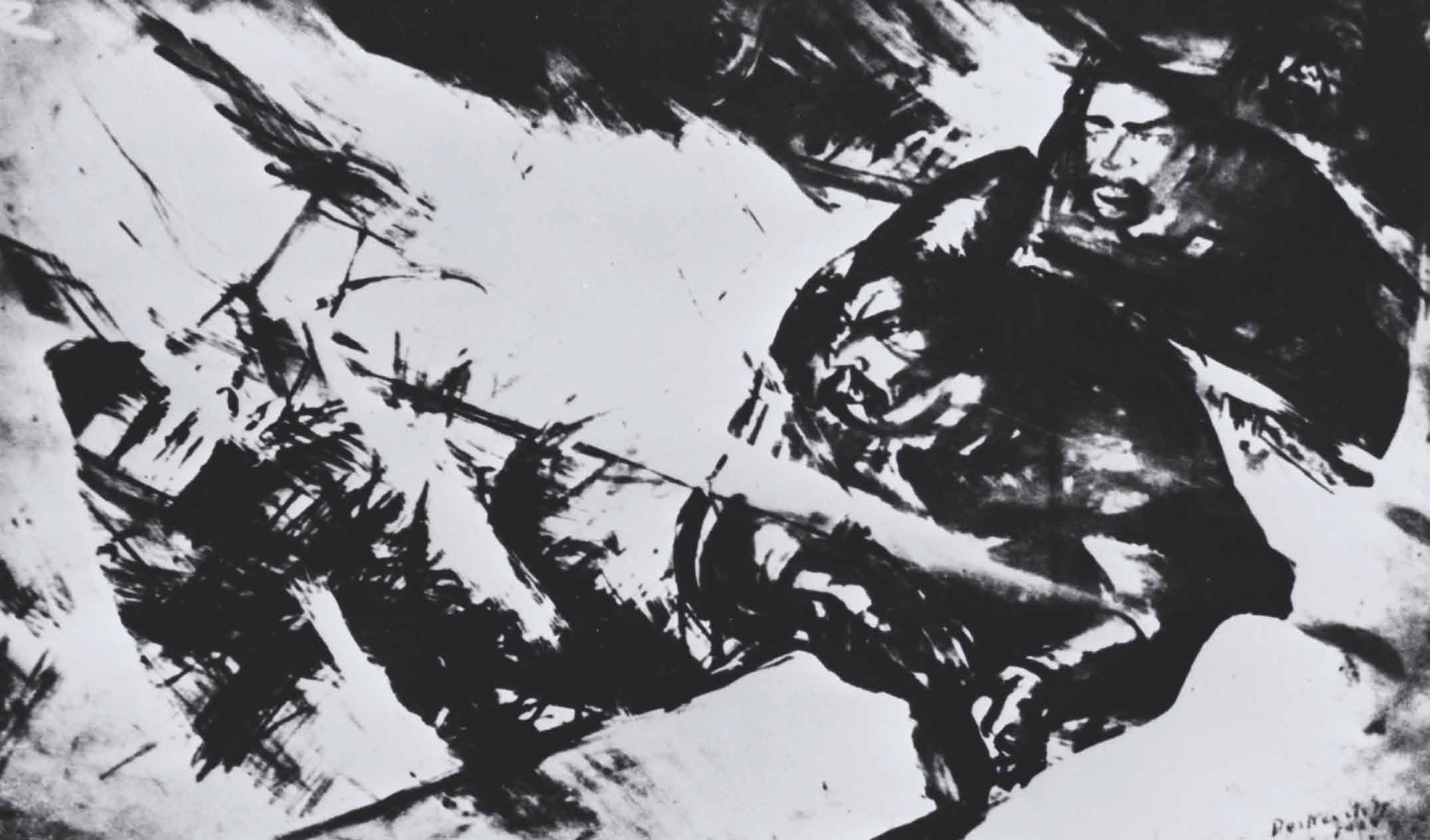
Derkovits Gyula: Lövészárokban (1924)

Mednyánszky László Szerbiában című festménye örök mementó a háború borzalmai ellen.
Vaszary János drámai hatású, expresszionista stílusjegyeket felmutató képeket festett a frontokról. (Ilyen például Katonák egy kárpáti faluban, 1915; Katonák a hóban, 1916.)
Márffy Ödön: Orosz hadifoglyok dokkmunkásként dolgoznak című festménye a háborús évek kevésbé tragikus arcába enged bepillantást.
Derkovits Gyula, aki önkéntesként bevonulva maga is hadirokkant lett a háborúban, Lövészárokban címmel nagyerejű képpel fejezte ki az értelmetlen pusztítás elleni tiltakozását.

### Weboldalak
- Az első világháború. SZTE Egyetemi Könyvtár Hadtörténeti Gyűjtemény
- First World War (angol nyelven). First World War.com
- First World War (angol nyelven). 1914-1918.net
- Julier Ferenc: 1914–1918: A világháború magyar szemmel. SZTE Egyetemi Könyvtár Hadtörténeti Gyűjtemény. [2009. május 20-i dátummal az eredetiből archiválva]. (Hozzáférés: 2004. augusztus 2.)
- A nagy háboru anekdotakincse. Magyar Elektronikus Könyvtár
- Miért veszítettük el az első világháborút?. Történelemportál
- Az első világháború Tíz leghalálosabb fegyvere
- Forradalmak és államalapítások, 1918 ősze (PDF). [2015. szeptember 27-i dátummal az eredetiből archiválva]. (Hozzáférés: 2015. szeptember 26.)
- Háborúk, válságok, diktatúrák demográfiai hatásai - I. A nagy háború (PDF). Központi Statisztikai Hivatal

### Történelmi kutatás
- Aribert Reimann: Der Erste Weltkrieg – Urkatastrophe oder Katalysator?. erster-weltkrieg.clio-online.de, 2004 (Hozzáférés: 2019. december 28.)
- First World War.com – A Multimedia History of World War One. firstworldwar.com. (Hozzáférés: 2019. december 28.)
- Christoph Nübel: Neue Forschungen zur Kultur- und Sozialgeschichte des Ersten Weltkriegs. Themen, Tendenzen, Perspektiven. hsozkult.de, 2011. július 8. (Hozzáférés: 2019. december 28.)

### Képek és képeslapok
- Recherche – POP (francia nyelven). pop.culture.gouv.fr. (Hozzáférés: 2019. december 28.)
- BBC – BBC World War One (angol nyelven). bbc.co.uk. (Hozzáférés: 2019. december 28.)
- The World War I Era: 1914–1920 (angol nyelven). historyonthenet.com. (Hozzáférés: 2019. december 28.)
- Erwin Biesenbach saját és gyűjtött fotói a keleti frontról
  - WWI Eastern Front Foto- Nachlass eines Soldaten. flickr.com. (Hozzáférés: 2019. december 28.)
  - WWI Eastern Front Part 2. flickr.com. (Hozzáférés: 2019. december 28.)
- Peter Walther: Fotografie – SPIEGEL ONLINE. spiegel.de, 2008. november 11. (Hozzáférés: 2019. december 28.)
- Österreichische Nationalbibliothek – Collections. onb.wg.picturemaxx.com. (Hozzáférés: 2021. március 3.)
- 1914-1918 – Europeana Collections. europeana.eu. (Hozzáférés: 2019. december 28.)

### Filmek
- „Im Luftschiff auf den Schlachtfeldern.“ fr:„En dirigeable sur les champs de bataille.“ Mathias Greffrath kommentárja a filmhez

### Újságok
- UB Heidelberg: Feldzeitungen aus dem 1. Weltkrieg – digital. ub.uni-heidelberg.de. (Hozzáférés: 2019. december 28.)
- ANNO-Suche. anno.onb.ac.at. (Hozzáférés: 2019. december 28.)
- Paul Schreckenbach: Illustrierte Weltkriegschronik der Leipziger Illustrirten Zeitung. Weber, Leipzig
  - 1917 október (2. kötet az 1915/16-ról (archive.org)
  - 1920 (3. kötet 1916–1918-ról (archive.org)